# Setúbal
Setúbal [sɨˈtuβaɫ]ⓘ es una ciudad portuguesa y capital del distrito homónimo, que se localiza en la ribera septentrional del estuario del Sado. Posee una superficie de 172,0 km² y la población alcanza a un total de 135 125 habitantes (estimación de 2014). Cuenta con un puerto marítimo.
Desde 1994 está hermanada con la villa española de Tordesillas, la ciudad donde, en el siglo XV, fue acordada la división de la exploración marítima del mundo entre Portugal y España.

## Geografía

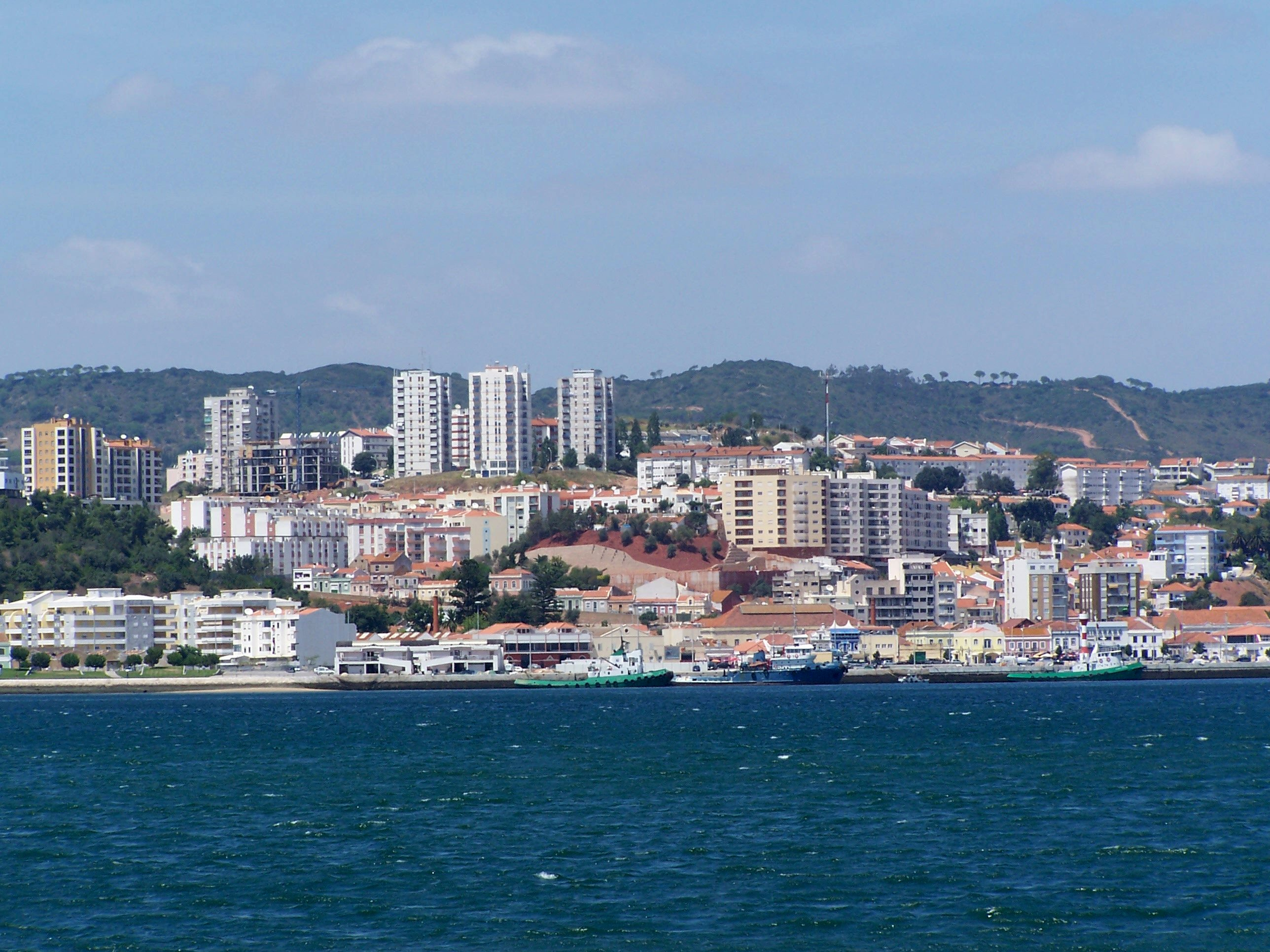
Vista de la bahía de Setúbal desde el estuario del río Sado

La población del municipio de Setúbal era de 135 125 habitantes, en 2014, en un área de 230,33 km². El área urbana de la ciudad propiamente dicha tenía 89 303 habitantes en el año 2001.
Setúbal está ubicada en la margen norte del río Sado y se queda a una distancia de 7,5 km de Palmela, 27 km de Sesimbra, 47 km de Alcácer do Sal (Alentejo), 48 km de Lisboa, 80 km de Sines (Alentejo), 92 km de Santarém (Ribatejo), 95 km de Évora (Alentejo), 186 km de Badajoz (Extremadura, España), 239 km de Coímbra (Beira Litoral), 253 km de Mérida (Extremadura), 349 km de Oporto (Douro Litoral), 426 km de Sevilla (Andalucía, España), 594 km de Madrid (la capital de España) y a 1211 km de Barcelona, en Cataluña, España

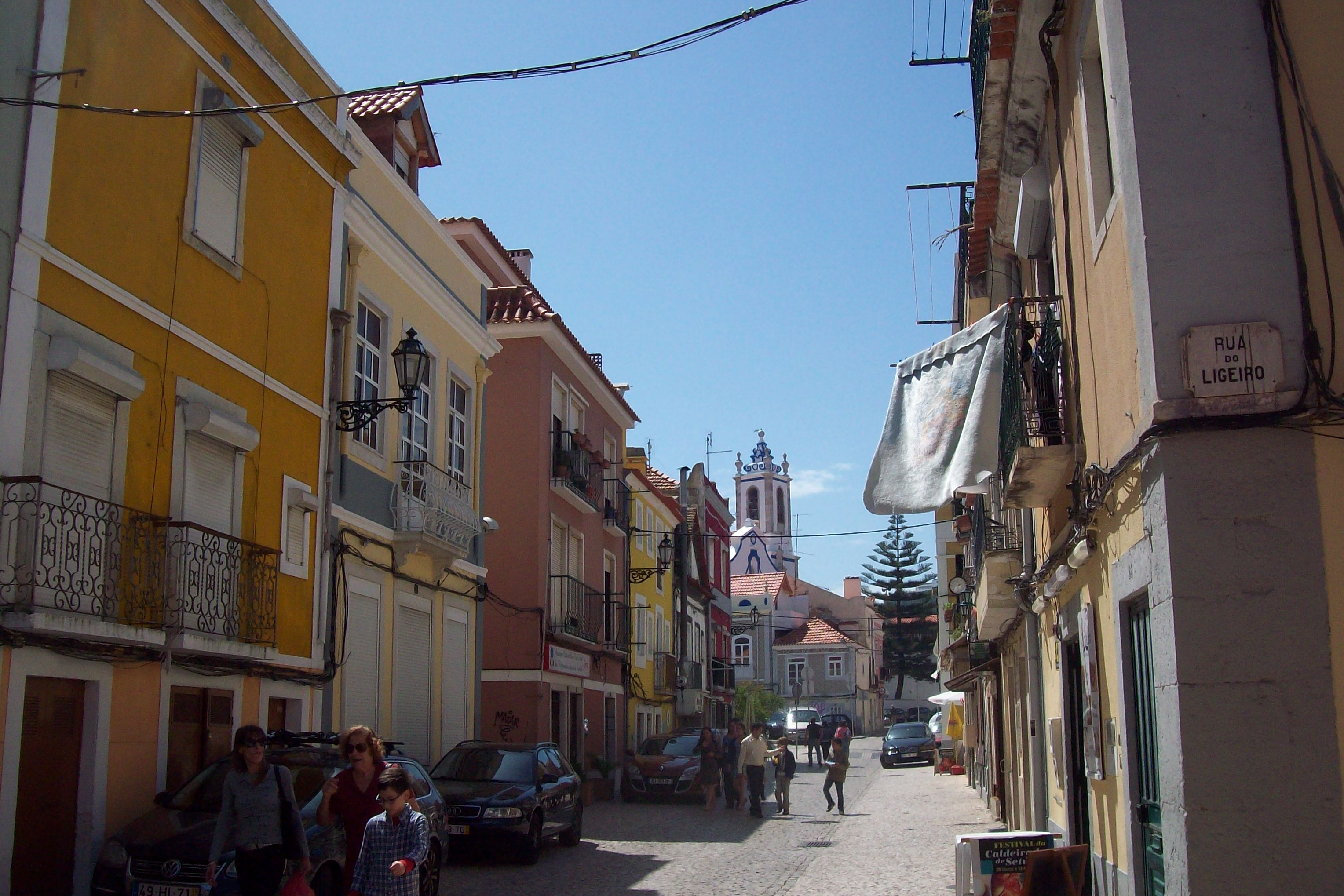
Calle en el barrio de Troino con la Iglesia de Nuestra Señora de Anunciada al fondo

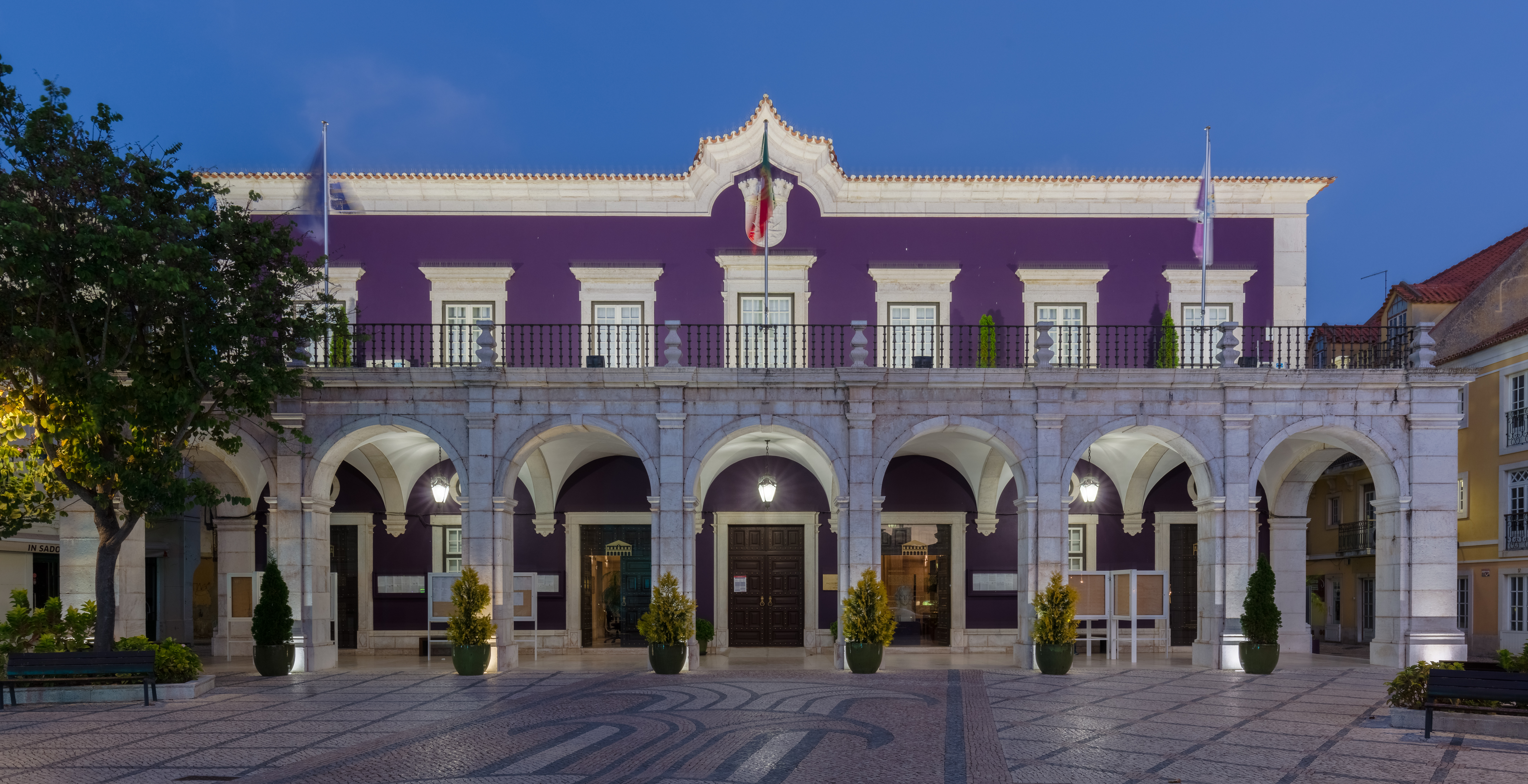
Ayuntamiento en la plaza de Bocage

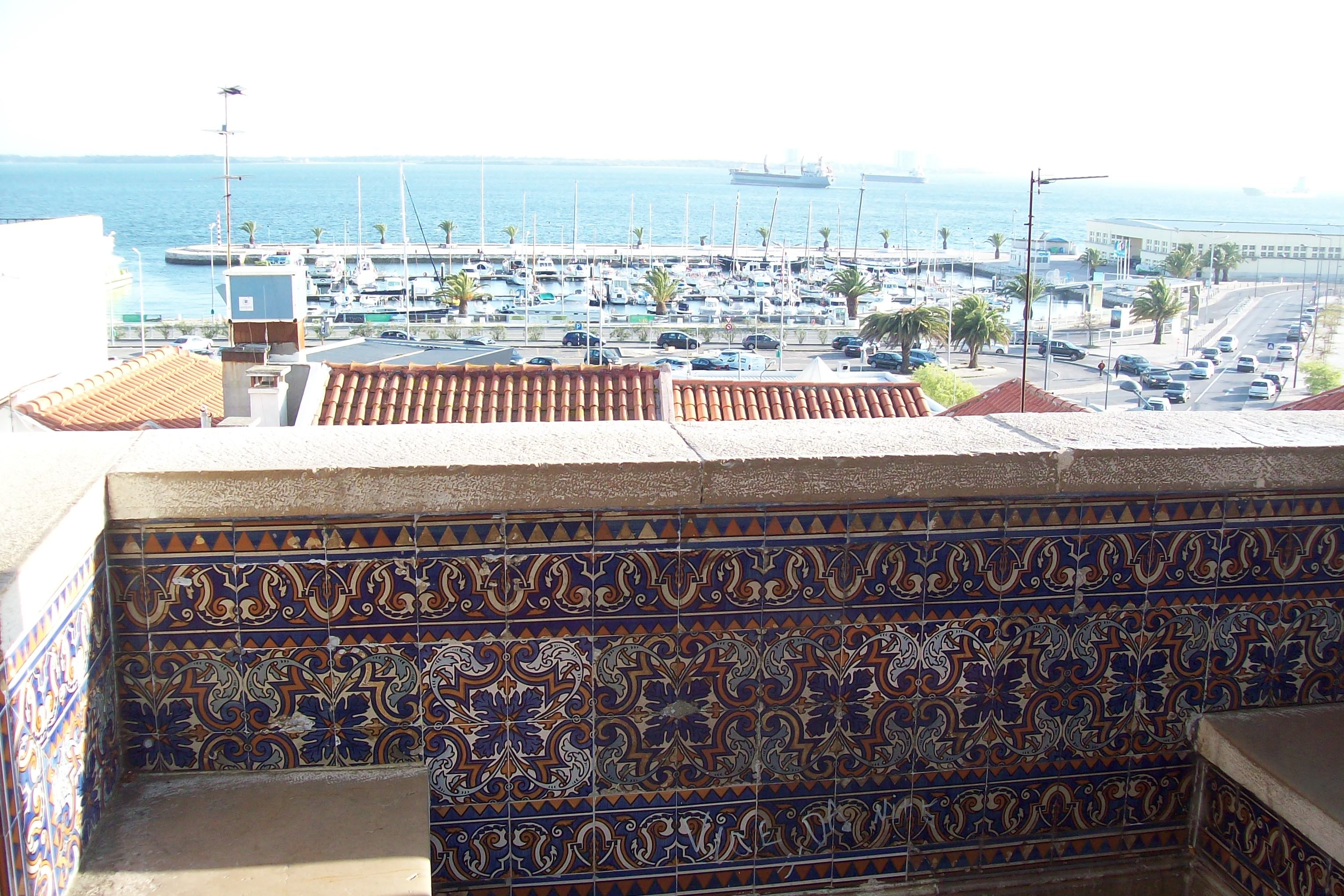
Mirador de Fontaínhas - Vista hacia el puerto de Setúbal

Setúbal tiene numerosos barrios, entre ellos los barrios tradicionales de Troino, Fontainhas, Santos Nicolau y Fonte Nova, áreas donde vivió gran parte de la comunidad pesquera. Fontainhas comenzó a poblarse alrededor del siglo XVII, especialmente por personas de la zona de Aveiro. Después de la construcción de la Avenida Luisa Todi fue necesaria la creación de un nuevo muelle. La zona se compone de numerosas calles estrechas y, a diferencia del barrio de Troino, el barrio de Fontainhas está bastante inclinado. El Museo del Trabajo Michel Giacometti se encuentra en esta parte de la ciudad, cerca del mirador de Fontainhas.
El Barrio Salgado, que ya está fuera de las murallas de Setúbal, fue la zona donde vivió tradicionalmente la clase burguesa durante el siglo XIX, porque este barrio se encuentra cerca del centro de la ciudad, donde tradicionalmente se desarrolla gran parte del comercio. Actualmente en este barrio hay algunos establecimientos relacionados con la salud, así como la estación de autobuses de la ciudad.
La zona de Saboaria, así como la zona de Fontainhas fueron, durante los siglo XX barrios de gran concentración industrial. Fábricas de conservas de pescado en Setúbal, de estas zonas, fueron reconocidas a nivel nacional.
Hoy en día, en la zona de Saboaria se instalan varios restaurantes, con una variada oferta gastronómica. También en esta zona están localizados la mayoría de los clubes nocturnos y bares de la ciudad, y se ha hecho un esfuerzo para la revitalización urbana por los contratistas y el propio ayuntamiento. Entre los proyectos ya realizados se puede destacar el Programa Polis, que contribuyó a la reorganización de la Avenida Luísa Todi, la construcción de la zona residencial de Quinta da Saboaria y el Parque Urbano de Albarquel, junto a la boca de la estuario del río Sado, y donde se encuentra la Playa de la Salud (Praia da Saúde), la única playa urbana de Setúbal.
Todavía hay una gran cantidad de otros barrios que merecen atención social, política y cultural. Entre ellos se pueden señalar los barrios (de oeste para este) de Viso, Reboreda, São Francisco Xavier, Alves da Silva, Montalvão, Bonfim, Liceu, Santa Maria da Graça, Aranguês, Azeda, Conceição, Afonso Costa, Camarinha, Monte Belo, Peixe Frito, Terroa, Bela Vista, Manteigadas (donde se ubica la Feria de Santiago), etc. Los más recientes están localizados, sobre todo, en el este de la ciudad como el barrio de Vale do Cobro.

### Organización territorial
El municipio de Setúbal está formado por cinco freguesias:
- Azeitão
- Gâmbia - Pontes - Alto da Guerra
- Sado
- São Sebastião
- Setúbal (São Julião, Nossa Senhora da Anunciada e Santa Maria da Graça)

### Clima
Setúbal tiene un clima mediterráneo Csa (templado con verano seco y caluroso) según la clasificación climática de Köppen.
| Parámetros climáticos promedio de Setúbal (Varzinha), normales 1981–2010 | Parámetros climáticos promedio de Setúbal (Varzinha), normales 1981–2010 | Parámetros climáticos promedio de Setúbal (Varzinha), normales 1981–2010 | Parámetros climáticos promedio de Setúbal (Varzinha), normales 1981–2010 | Parámetros climáticos promedio de Setúbal (Varzinha), normales 1981–2010 | Parámetros climáticos promedio de Setúbal (Varzinha), normales 1981–2010 | Parámetros climáticos promedio de Setúbal (Varzinha), normales 1981–2010 | Parámetros climáticos promedio de Setúbal (Varzinha), normales 1981–2010 | Parámetros climáticos promedio de Setúbal (Varzinha), normales 1981–2010 | Parámetros climáticos promedio de Setúbal (Varzinha), normales 1981–2010 | Parámetros climáticos promedio de Setúbal (Varzinha), normales 1981–2010 | Parámetros climáticos promedio de Setúbal (Varzinha), normales 1981–2010 | Parámetros climáticos promedio de Setúbal (Varzinha), normales 1981–2010 | Parámetros climáticos promedio de Setúbal (Varzinha), normales 1981–2010 |
| Mes                                                                      | Ene.                                                                     | Feb.                                                                     | Mar.                                                                     | Abr.                                                                     | May.                                                                     | Jun.                                                                     | Jul.                                                                     | Ago.                                                                     | Sep.                                                                     | Oct.                                                                     | Nov.                                                                     | Dic.                                                                     | Anual                                                                    |
| ------------------------------------------------------------------------ | ------------------------------------------------------------------------ | ------------------------------------------------------------------------ | ------------------------------------------------------------------------ | ------------------------------------------------------------------------ | ------------------------------------------------------------------------ | ------------------------------------------------------------------------ | ------------------------------------------------------------------------ | ------------------------------------------------------------------------ | ------------------------------------------------------------------------ | ------------------------------------------------------------------------ | ------------------------------------------------------------------------ | ------------------------------------------------------------------------ | ------------------------------------------------------------------------ |
| Temp. máx. abs. (°C)                                                     | 23.1                                                                     | 25.0                                                                     | 30.2                                                                     | 34.0                                                                     | 36.7                                                                     | 42.2                                                                     | 43.5                                                                     | 41.7                                                                     | 41.3                                                                     | 33.7                                                                     | 28.8                                                                     | 22.9                                                                     | 43.5                                                                     |
| Temp. máx. media (°C)                                                    | 15.3                                                                     | 16.7                                                                     | 19.4                                                                     | 20.5                                                                     | 23.4                                                                     | 27.4                                                                     | 29.9                                                                     | 30.1                                                                     | 27.8                                                                     | 23.3                                                                     | 18.8                                                                     | 15.9                                                                     | 22.4                                                                     |
| Temp. media (°C)                                                         | 10.1                                                                     | 11.3                                                                     | 13.5                                                                     | 14.8                                                                     | 17.4                                                                     | 20.9                                                                     | 23.1                                                                     | 23.2                                                                     | 21.3                                                                     | 17.9                                                                     | 13.9                                                                     | 11.3                                                                     | 16.6                                                                     |
| Temp. mín. media (°C)                                                    | 4.8                                                                      | 5.8                                                                      | 7.6                                                                      | 9.1                                                                      | 11.4                                                                     | 14.3                                                                     | 16.2                                                                     | 16.3                                                                     | 14.8                                                                     | 12.4                                                                     | 9.0                                                                      | 6.6                                                                      | 10.7                                                                     |
| Temp. mín. abs. (°C)                                                     | -4.8                                                                     | -4.6                                                                     | -1.5                                                                     | -0.7                                                                     | 3.0                                                                      | 6.3                                                                      | 9.0                                                                      | 8.5                                                                      | 6.8                                                                      | 3.6                                                                      | -1.0                                                                     | -4.1                                                                     | -4.8                                                                     |
| Precipitación total (mm)                                                 | 98.4                                                                     | 75.3                                                                     | 53.3                                                                     | 66.7                                                                     | 48.5                                                                     | 16.8                                                                     | 3.7                                                                      | 3.7                                                                      | 27.2                                                                     | 97.6                                                                     | 119.4                                                                    | 124.7                                                                    | 735.3                                                                    |
| Fuente: Instituto Português do Mar e da Atmosfera                        |                                                                          |                                                                          |                                                                          |                                                                          |                                                                          |                                                                          |                                                                          |                                                                          |                                                                          |                                                                          |                                                                          |                                                                          |                                                                          |

## Demografía
| Gráfica de evolución demográfica de Setúbal entre 1864 y 2021 |
|                                                               |
| Datos según el nomenclátor publicado por el INE portugués.    |

La disminución de la población portuguesa entre 2008 y 2014, tuvo como causa principal la crisis financiera del país, la cual tuvo un gran impacto en las condiciones sociales. Estas circunstancias negativas han provocado una reducción substancial en la población del país, debido a las menores tasas de fertilidad y a la emigración a otros países de Europa (destacándose Francia, Inglaterra y Suiza) y a otros países no europeos, como Angola y Brasil, así como al retorno de emigrantes a sus países de origen. Sin embargo, al contrario del resto del país, la población en Setúbal, según las estimativas, subió, posiblemente por la estructura económica específica de la ciudad.

## Historia

### Toponimia
El topónimo ya existía en el topónimo romano Cetóbriga (Cetoba o Cetobra + la palabra céltica briga, que actualmente significa pueblo). Al igual que otras ciudades ibéricas y en el sur de Europa, el topónimo 'Setúbal' puede estar relacionado con el hidrónimo del río Sado que baña el pueblo, según explicó el geógrafo árabe Edrisi (Muhammad al-Idrisi), siendo Xetubre (o Chetubre) el nombre árabe de este río (que es la tesis del historiador José Hermano Saraiva). Los historiadores portugueses actuales creen que la cercana ciudad de Troia o Troya, que después fue llamada Ketovion, Ketobriga o Cetobriga, es la actual Setúbal, por corrupción de la pronunciación original de Ketobriga, que al pasar a la forma romana Cetobriga (y aunque en un principio se pronunciaría igual, es decir, como una k) con el tiempo terminó pronunciándose como Cetobriga, o sea, como zetobriga. Después esta pronunciación se deformó en Cetobraga, Cetobra y de aquí a Cetobala, Setubala, y finalmente terminó como Setúbal, que es la forma actual. De todos modos, el topónimo 'Setubal' viene de tiempos muy antiguos y no hay certezas sobre su origen.

### Desde el Neolítico hasta la Reconquista cristiana

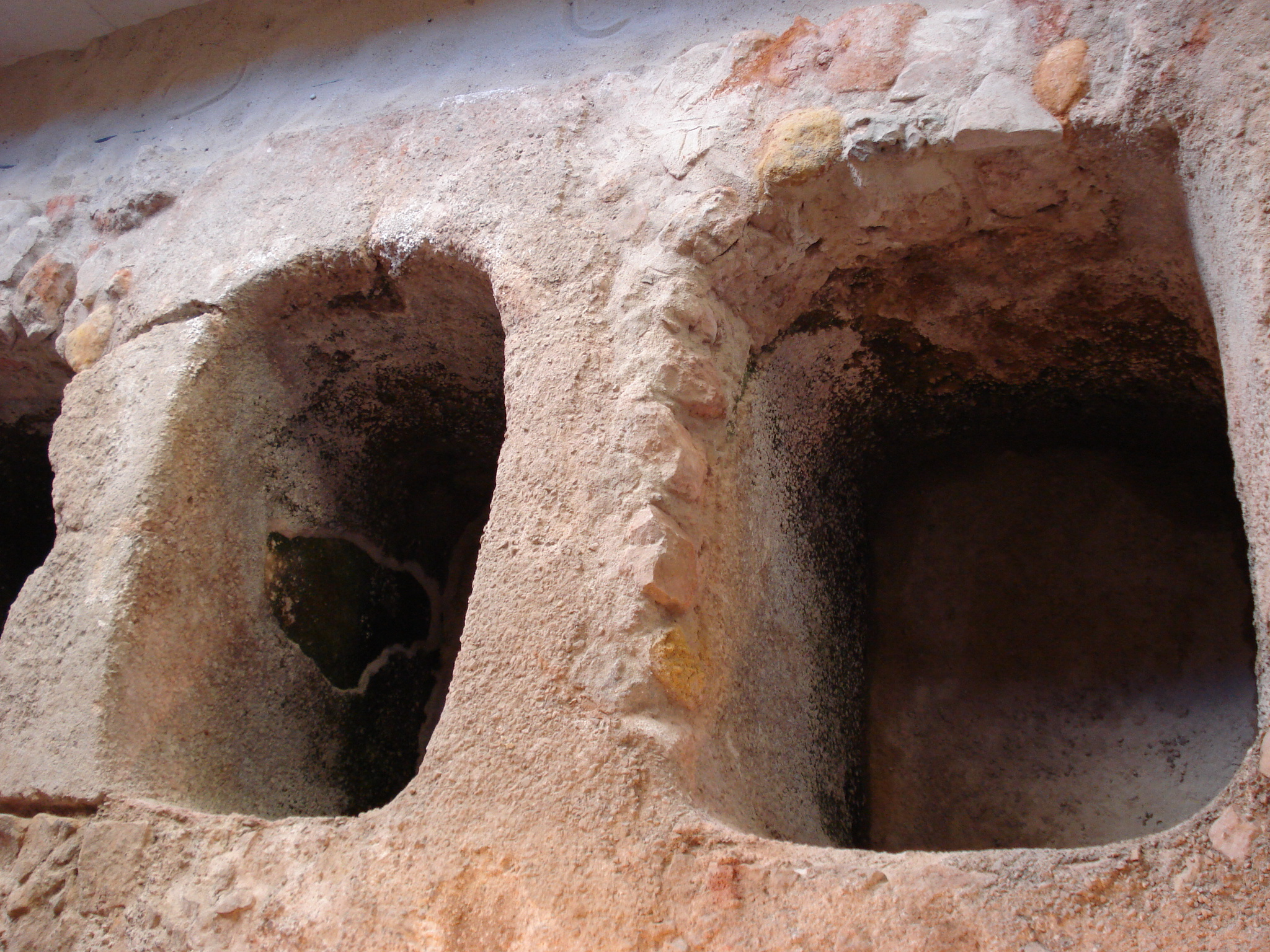
Factoría romana de salazón en la ciudad, llamada Cetóbriga por los romanos

Lugar de antiguo poblamiento por sus restos paleolíticos y neolíticos, la ciudad fue fundada por los fenicios hacia el año 1000 a. C. El pueblo también fue visitado por griegos y cartagineses que iban a la península ibérica en busca de sal y estaño. Durante la ocupación romana, Setúbal experimentó un enorme desarrollo. Los romanos establecieron factorías de salazón de pescado y hornos de cerámica en el pueblo. La caída del Imperio romano, y la subsiguiente crisis del comercio marítimo llevó a la extinción de la población, que no resurgió hasta el siglo XIII. La caída del Imperio romano, las invasiones bárbaras y la piratería constante provocaron un estancamiento, o la desaparición misma de la villa entre los siglos VI y XII. En particular, no hay ningún registro del siglo XII sobre de la existencia de este pueblo. En el siglo XIII el pueblo volvió a ganar importancia y recibió un fuero breve en marzo de 1249.

### Desde la Reconquista cristiana hasta los finales delsigloXVI

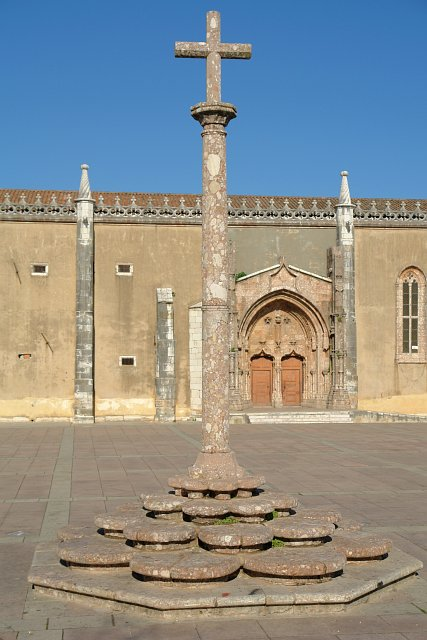
Crucero y fachada del Monasterio de Jesús

En la primera mitad del siglo XIV la villa de Setúbal, con un área territorial relativamente pequeña, tuvo que afirmarse luchando con los municipios vecinos de Palmela y Alcacer do Sal, que ya estaban constituidos. Entonces, empezó una disputa entre vecinos que terminó en resultado del acuerdo de demarcación en 1343 (durante el reinado del rey Alfonso IV). Mientras, una red de muros fue construida, dejando fuera a los suburbios de Troino y Palhais (barrios antiguos).
En el siglo siguiente, la realeza y la nobleza portuguesa pasaron a establecer residencia estacional en Setúbal. La época de los descubrimientos y conquistas en África trajeron un gran desarrollo a Setúbal, y en 1458, el rey Alfonso V y su ejército partieron del puerto de Setúbal a la conquista de Alcazarseguir (llamada Alcácer Ceguer por los portugueses), en el actual territorio de Marruecos. A lo largo del siglo XV, en el pueblo, se desarrollaron varias actividades económicas, principalmente relacionadas con la industria del transporte marítimo y el comercio marítimo, obteniendo altos rendimientos con los cargos cobrados por la entrada en su puerto.
A finales del siglo XV y principios del siglo XVI, un período de enorme desarrollo nacional, fueron construidos el Convento de Jesús y su Iglesia, para alojar la Orden Franciscana femenina de Santa Clara. Esta construcción es, muy probablemente, una obra arquitectónica de Diogo Boitaca, el mismo que se encargó de la construcción del Monasterio de los Jerónimos.

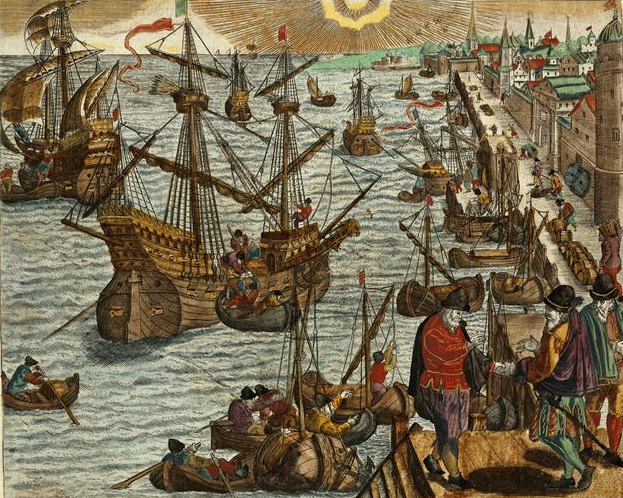
Grabado de Setúbal en 1547

Fue en el reinado del rey Juan II (que tenía Setúbal como poblado predilecto) que se iniciaron los trabajos de construcción de la Plaza de la 'Marisma salina' (Praça do Sapal), actualmente correspondiente a la Plaza de Bocage (Praça do Bocage), la cual es un ex-libris de la ciudad, así como la construcción de un acueducto, en 1487, que llevaba el agua al poblado. Estas obras fueron más tarde terminadas o ampliadas por el rey Manuel I. Este monarca reformó el fuero del pueblo en 1514, debido al progreso y al crecimiento demográfico que Setúbal había registrado en el último siglo.
En 1580, la villa tomó posición en favor de D. Antonio, Prior de Crato, contra la ocupación eventual del trono portugués por Felipe II de España. Entonces fue cercada por las tropas españolas del duque de Alba. Dos años más tarde, Setúbal fue visitada por Felipe II, que dio orden de construir el Fuerte de San Felipe, cerca del límite occidental del poblado. Conquistada por el duque de Alba (1580), la oposición antiespañola fue siempre potente (tumultos de 1588, 1594, 1603, 1628 y 1630) y en 1640 proclamó como rey de Portugal a Juan IV.

### Desde elsigloXVIIhasta la actualidad

Setúbal vista desde el río Sado, en 1669

Vista panorámica de Setúbal en 1860

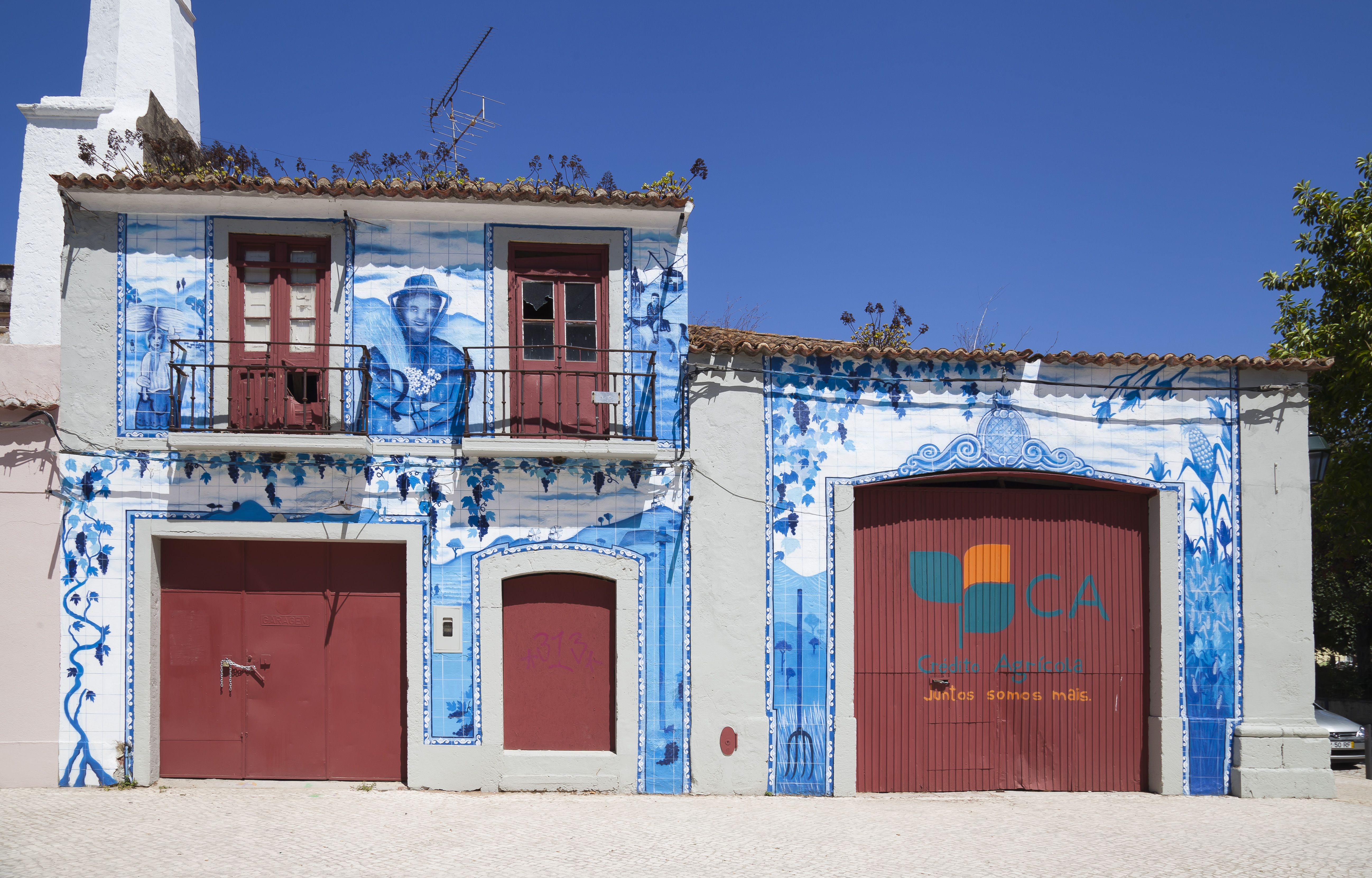
Edificio con azulejos típicos portugueses en Avenida Luísa Todi

En el siglo XVII, Setúbal alcanzó su pico de prosperidad cuando la sal jugó un papel de liderazgo como moneda de cambio y de retribución a la ayuda militar otorgada por los Estados europeos a Portugal durante y después de la restauración de la independencia y subsiguientes guerras con España. En respuesta a este aumento, se construyeron después de 1640 los nuevos muros de Setúbal.
Esta prosperidad se vio interrumpida por el terremoto de 1755, al cual se asociaron el maremoto y los incendios provocados por este terremoto. Las parroquias de San Julián y Anunciada fueron muy afectadas.
En el 11 de noviembre de 1858, entre las 7:30 a. m. de la mañana y las 11:00 a. m. de la mañana (hora local), Setúbal (dos años antes de ser promovida a la categoría de ciudad) fue violentamente afectada por cuatro sacudidas sísmicas, cuyo epicentro estaba en la zona sísmica de Setúbal. Cientos de personas, medio desnudas, vivieron durante 3 días en las playas y en los campos cerca de este pueblo, como consecuencia de haber perdido sus hogares y sus ropas, que fueron enterrados bajo los escombros. En la Plaza de Sapal (ahora Praça de Bocage), hubo grandes daños y escombros en varias casas pertenecientes a las familias burguesas de Setúbal. También hubo daños en el barrio de Saboaria. Sin embargo, los daños más significativos se produjeron en el barrio de Troino (habitado tanto por las clases populares, así como por las clases burguesas), donde fueron destruidas calles enteras.
Fue sólo en el siglo XIX que Setúbal recobró el incremento que anteriormente había perdido. En 1860 llegó el ferrocarril, y también se pusieron en marcha las obras de terraplén del río y la construcción de la Avenida Luisa Todi. Es en este siglo que empezaron a laborar las primeras fábricas de conservas de sardinas en aceite de oliva y, en paralelo, ganaron fama las naranjas y el vino moscatel de Setúbal. El 19 de abril de 1860 Setúbal se convirtió en una ciudad, bajo el reinado de Pedro V. En 1863, se inauguró la iluminación de gas en la ciudad.
A la vuelta del siglo XIX al siglo XX el municipio de Setúbal registró una de las tasas de crecimiento poblacional más altas de Portugal. Entre 1890 y 1911, el censo de su principal centro urbano (la ciudad de Setúbal) aumentó de 17 581 a 30 346 habitantes (70% de incremento). Este tipo de desarrollo se asoció con la rápida integración de la actividad pesquera con las fábricas que comenzaron a establecerse en la región. En Setúbal ya se ubicaba el principal puerto de la pesca nacional, un factor decisivo en la creación de una próspera industria conservera, con una notable capacidad para atraer a la gente a trabajar en este sector económico, incluso de otras regiones del país. Sobre todo en los barrios occidentales de la ciudad, la inmigración resultante de la creación de estas industrias atrajo a muchos habitantes originarios de Algarve, en particular en los barrios de Troino, Fonte Nova y Viso, ubicados en la parroquia de Anunciada.
A partir de 1906 la industria empezó a extenderse a sectores distintos de las conservas, con la instalación de Secil (cemento) y de Sapec (agroquímicos, fertilizantes y productos fitosanitarios) en 1926, a pesar de que hasta la década de 1960 la industria conservera permaneció dominante. Desde entonces la actividad industrial en la ciudad se diversificó más y ganó una importancia aún más grande, hasta nuestros días.
En 1926, Setúbal fue elevada a capital de distrito, y en 1975 se convirtió en sede de la diócesis con su nombre.

## Economía

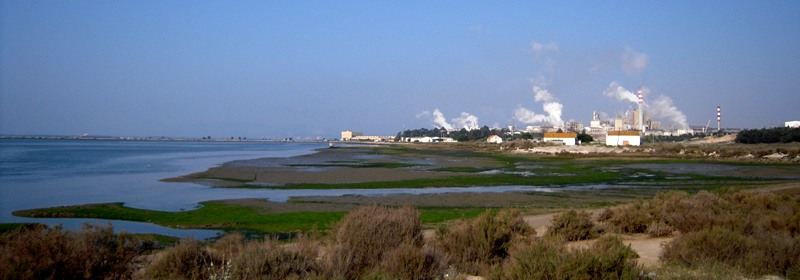
Portucel, con sede en Setúbal, es el mayor productor europeo de celulosa blanqueada de eucalipto

Debe pensarse que hoy en día que se trata de un centro comercial e industrial ubicado a tan solo 32 km de la capital (Lisboa).
Según el censo de 2011, el municipio de Setúbal tenía una población activa de 58 514 personas, entre las cuales el 15,6 % eran desempleados. Entre los que tenían un trabajo, el 1,6 % estaban trabajando en el sector primario, el 24,9 % en el sector secundario y el 73,5 % en el sector terciario.
Setúbal es notable por sus industrias de celulosa, papel, cemento, fertilizantes, productos agroquímicos, otros productos fitosanitarios, energía termoeléctrica, construcción naval y reparo naval. El Puerto de Setúbal tuvo un rendimiento de carga de 6058 millones de toneladas en 2012, lo que lo convierte en el cuarto puerto más activo en Portugal, con el 7,4 % del rendimiento de carga en el país.

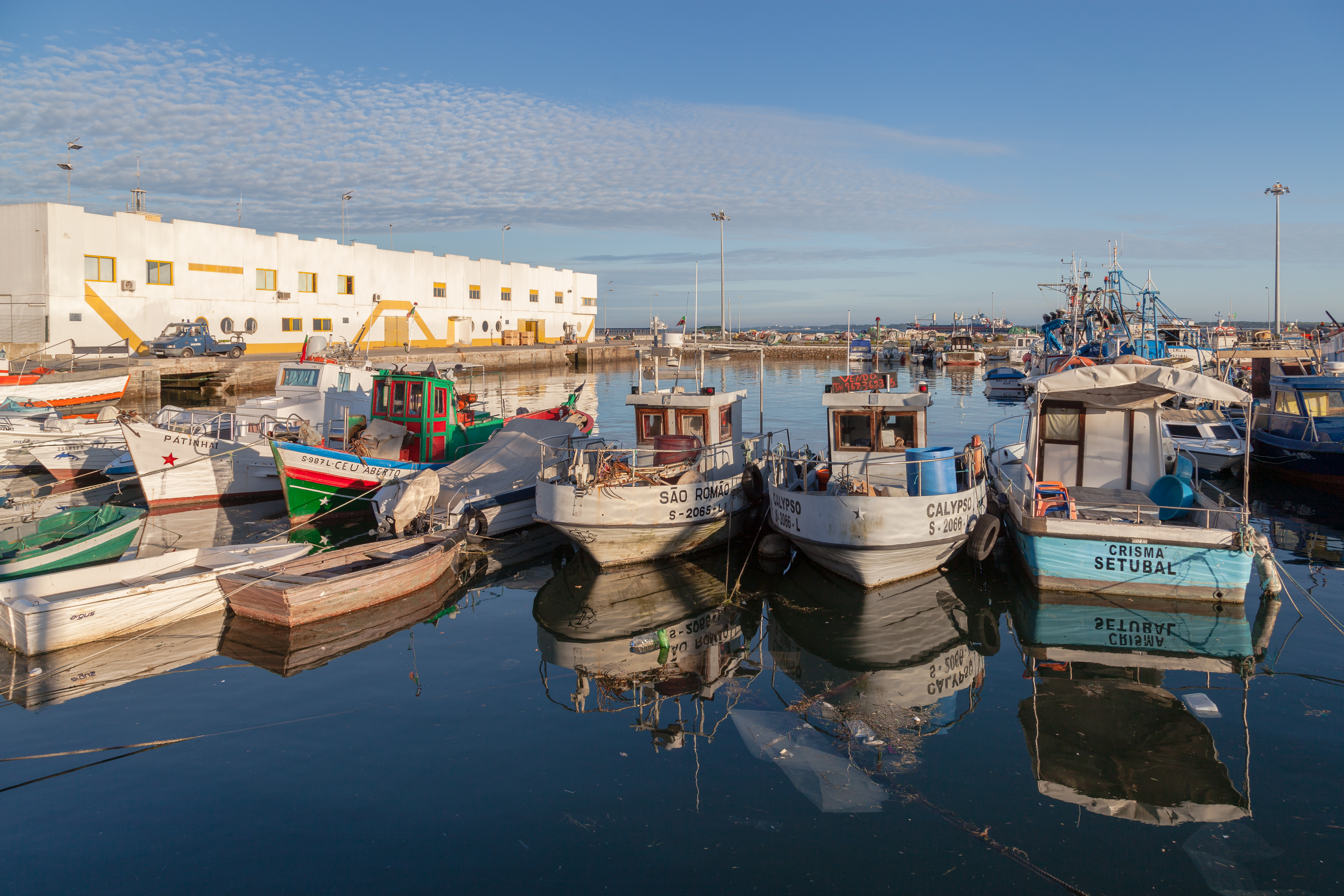
Puerto pesquero en Setúbal

### Actividades tradicionales
- Artesanía.
- Piscicultura.
- Salinas.
- Producción agrícola y forestal.
- Actividades de pesca.

## Cultura

### Fiestas y eventos culturales

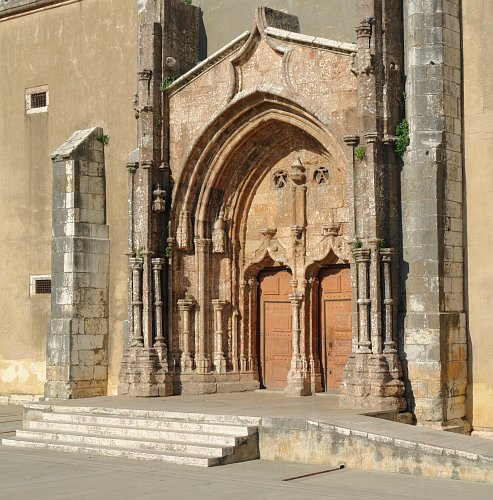
Iglesia del antiguo convento de Jesús, en estilo manuelino

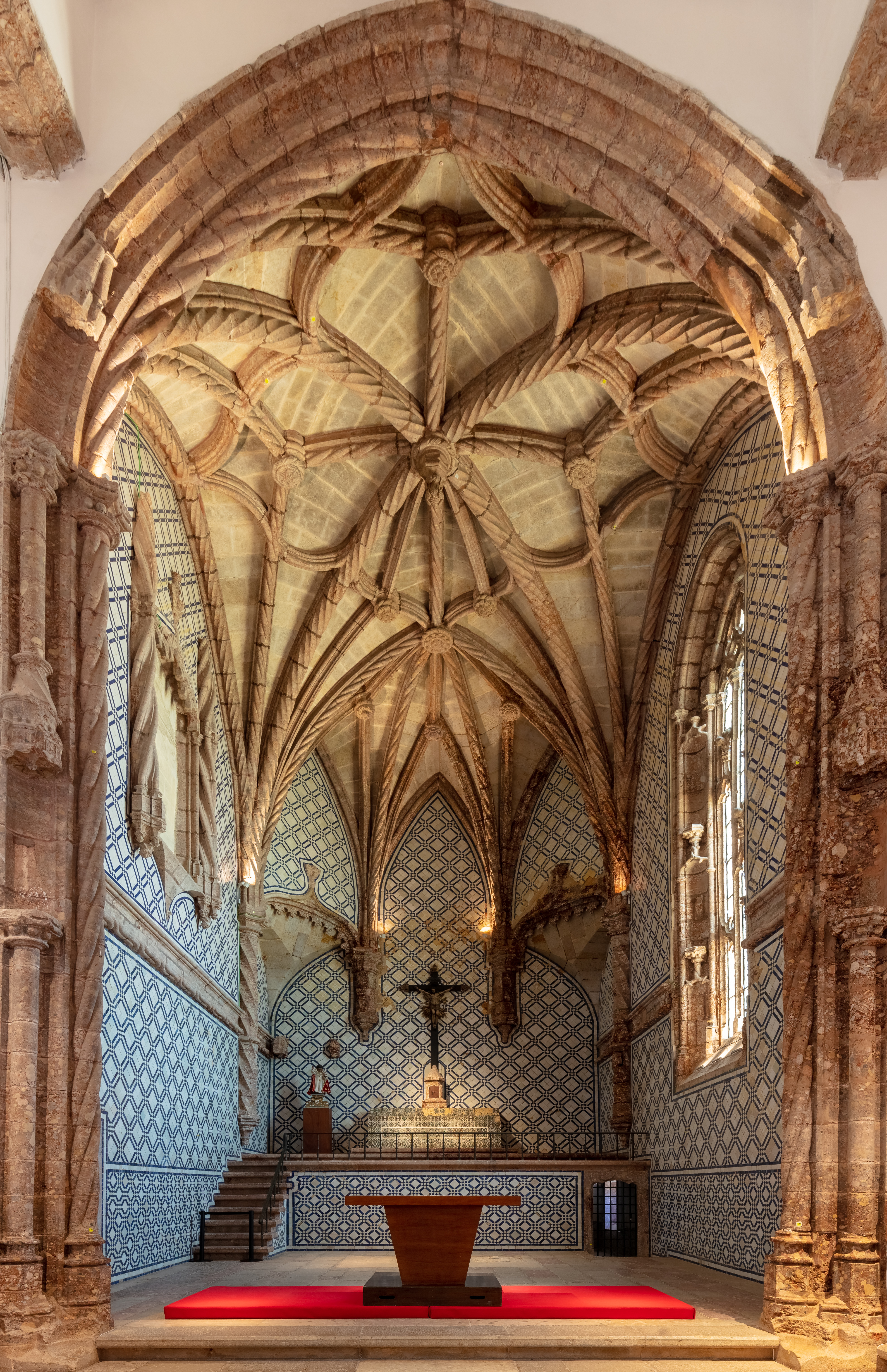
Bóveda manuelina en el Monasterio de Jesús

La fiesta municipal es el 15 de septiembre, dedicada al poeta Bocage. No obstante existen a lo largo del año diversos eventos, algunos de ellos organizados por el Ayuntamiento de Setúbal con el objetivo de promover el turismo a las costas. En febrero se celebra el carnaval de Setúbal y en marzo el denominado Serração da Velha e Feira do Mar en el que se reúnen personas de diversas regiones y realizan actividades festivas relacionadas con la mar.
Anualmente, en junio de cada año, se realiza en la ciudad el Festroia, un festival de cinema dedicado a la divulgación de películas de naturaleza no comercial. Todos los años, también se realiza, entre finales de julio y principios de agosto, la Feria de Santiago, un evento de naturaleza popular.

### Monumentos y lugares de interés

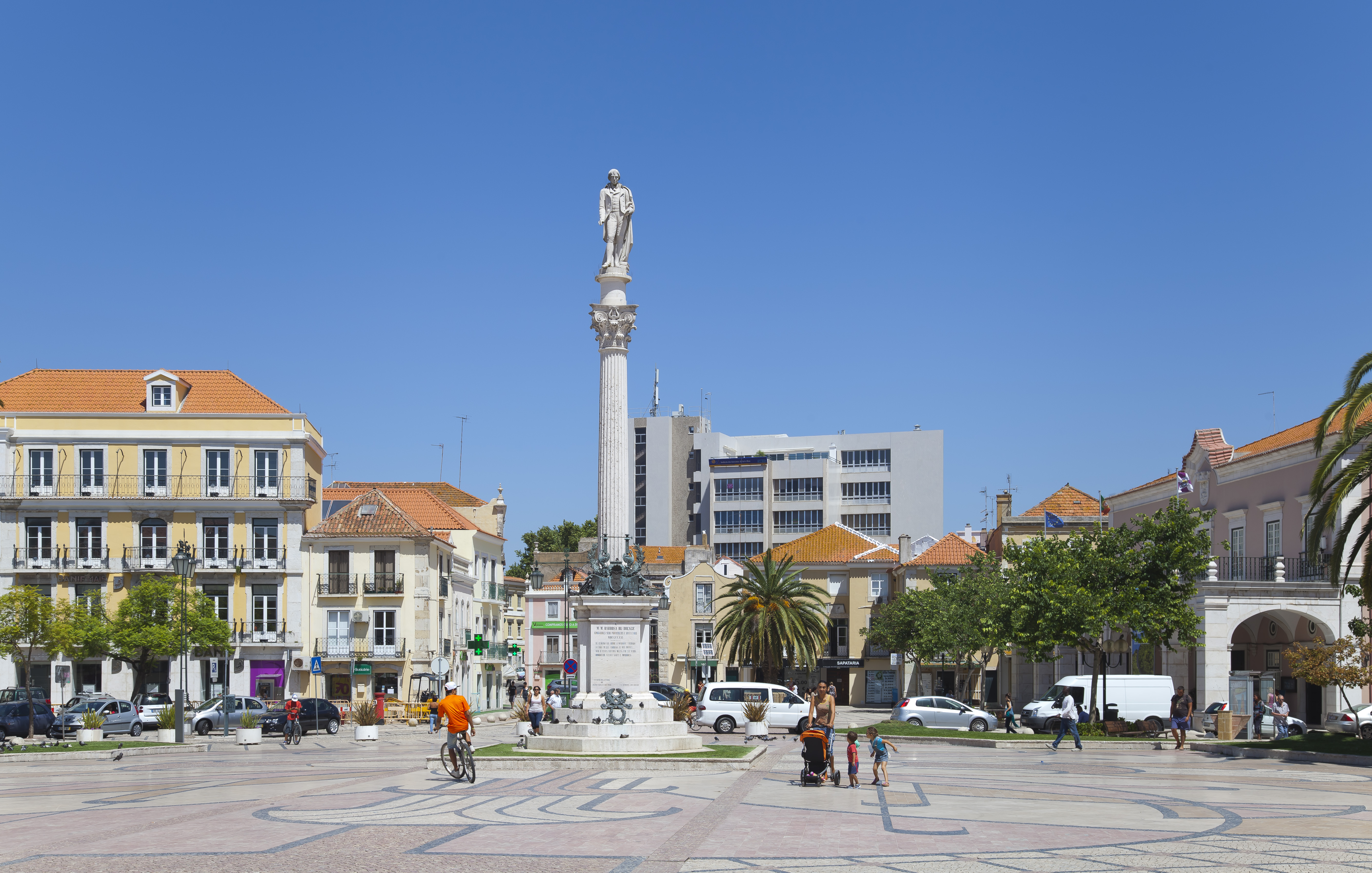
Estatua del poeta setubalense Manuel María Barbosa du Bocage en la Plaza de Bocage

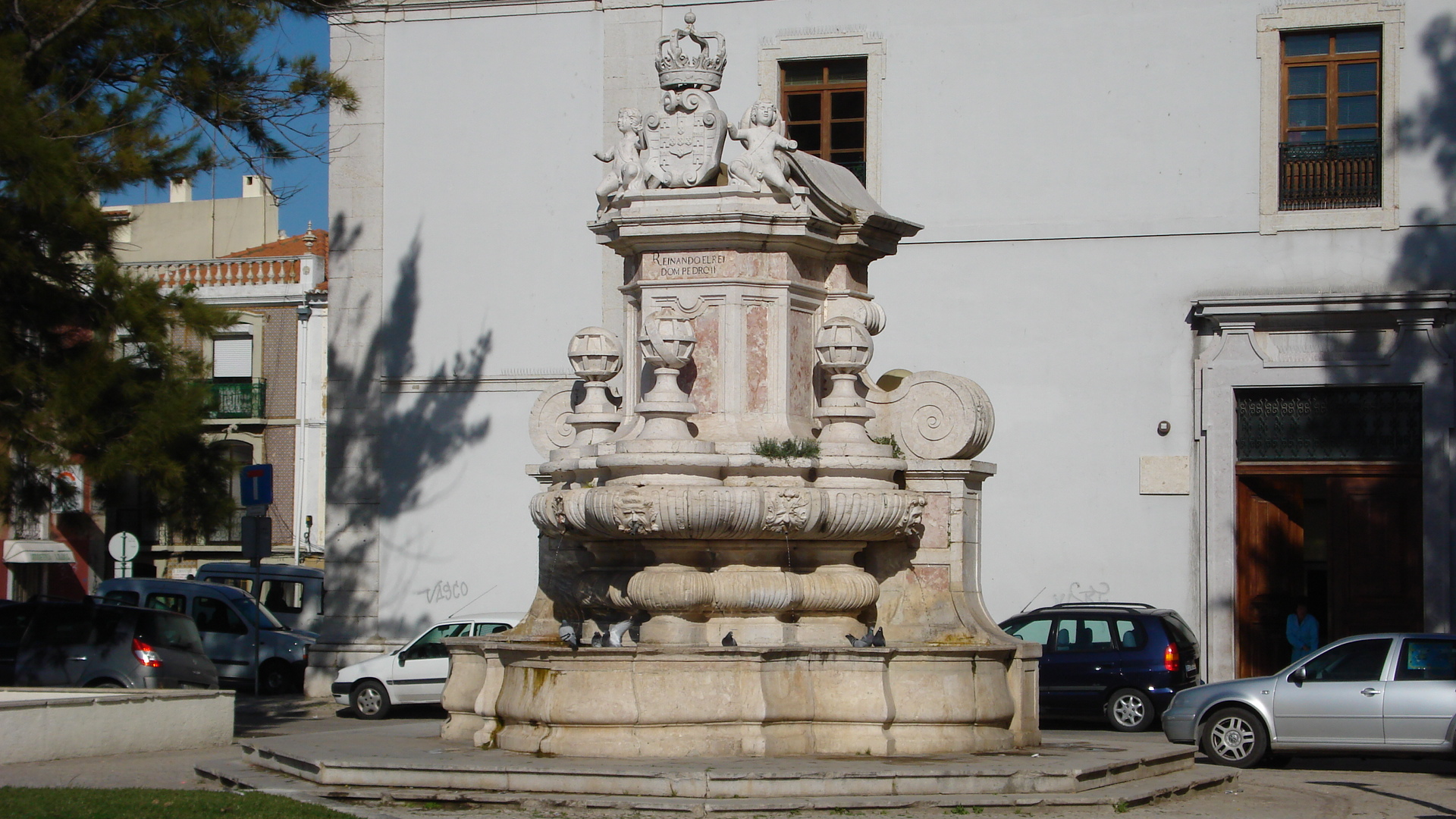
Chafariz (fuente) do Sapal en la Plaza Teófilo Braga, erigida durante el reinado del rey Pedro II (1683-1706)

El centro histórico de la ciudad de Setúbal es un espacio comprendido entre dos murallas: una medieval y otra del siglo XVI. En este espacio se agrupa la mayor parte de los monumentos y edificios de interés histórico y artístico. Existe una cierta armonía entre los estilos gótico y barroco. Un terremoto sacudió la ciudad en el año 1755 y dejó huella en algunos de estos edificios.
Una lista de los que se pueden visitar son:
- Aqueduto dos Arcos (siglo XV).
- Casa de Bocage (Poeta setubalense).
- Casa do Corpo da Guarda - Praça Bocage.
- Molino de Marea - Herdade da Mourisca.
- Casa das Quatro Cabeças.
- Casa do Corpo Santo.
- Castelo (castillo) de São Filipe - Edificado en 1582 por Felipe I de Portugal (Felipe II de España).
- Chafariz (fuente) do Sapal - Praça Teófilo Braga.
- Cruzeiro (crucero) de Setúbal - Praça Miguel Bombarda.
- Edifício dos Paços do Concelho - Praça Bocage.
- Ermida do Senhor Jesus do Bonfim (Capilla de Senhor do Bonfim) (1669) - La construcción de la Iglesia de Nuestro Señor de Bonfim en Salvador de Bahía fue inicialmente hecha a partir de una réplica de esta capilla.
- Estatua de Bocage - Ubicado en la plaza con el mismo nombre.
- Fonte Nova - Praça Machado dos Santos.
- Fonte de Palhais - Praça do Quebedo (1772).
- Mirador de las Fontainhas.
- Murallas de Setúbal (aunque se conserven sólo algunos tramos de la muralla).
- Palacio del Gobierno Civil.
- Pelourinho (Picota) - Praça Marquês de Pombal (1774).
- Porta do Sol - Son unas puertas que sobreviven a una muralla medieval (perfil gótico).
- Porta de S.Sebastião - Largo dos Defensores da Pátria.
- Porta da Gafaria - Avª Manuel Maria Portela.
- Quinta dos Bonecos - (siglo XIX).
- Salga Romana com 14 tanques (Cetária) - (siglo I).
- Casa da Baía - Centro de promoción turística (ubicada en un antiguo centro de recogimiento de religiosas). Avenida Luísa Todi.

#### Museos
- [[Museo de Arqueología y Etnografía]].
- [[Museo de Setúbal]].
- [[Museo del Trabajo Michel Giacometti]].

#### Iglesias y conventos
- Iglesia da Anunciada (antigua) - Praça Teófilo Braga.
- Iglesia da Boa Hora (1566).
- Iglesia de Santa Maria da Graça - También denominada Catedral de Setúbal.
- Iglesia del antiguo Convento de São Domingo.
- Iglesia e Convento de São João - (siglo XVI).
- Iglesia de San Julián - (siglo XVIII).
- Iglesia de São Sebastião - de estilo maneirista.
- Convento de Brancanes - Fundado en 1680 por D. Branca Anes.
- Iglesia del antiguo convento de Jesús.

### Gastronomía

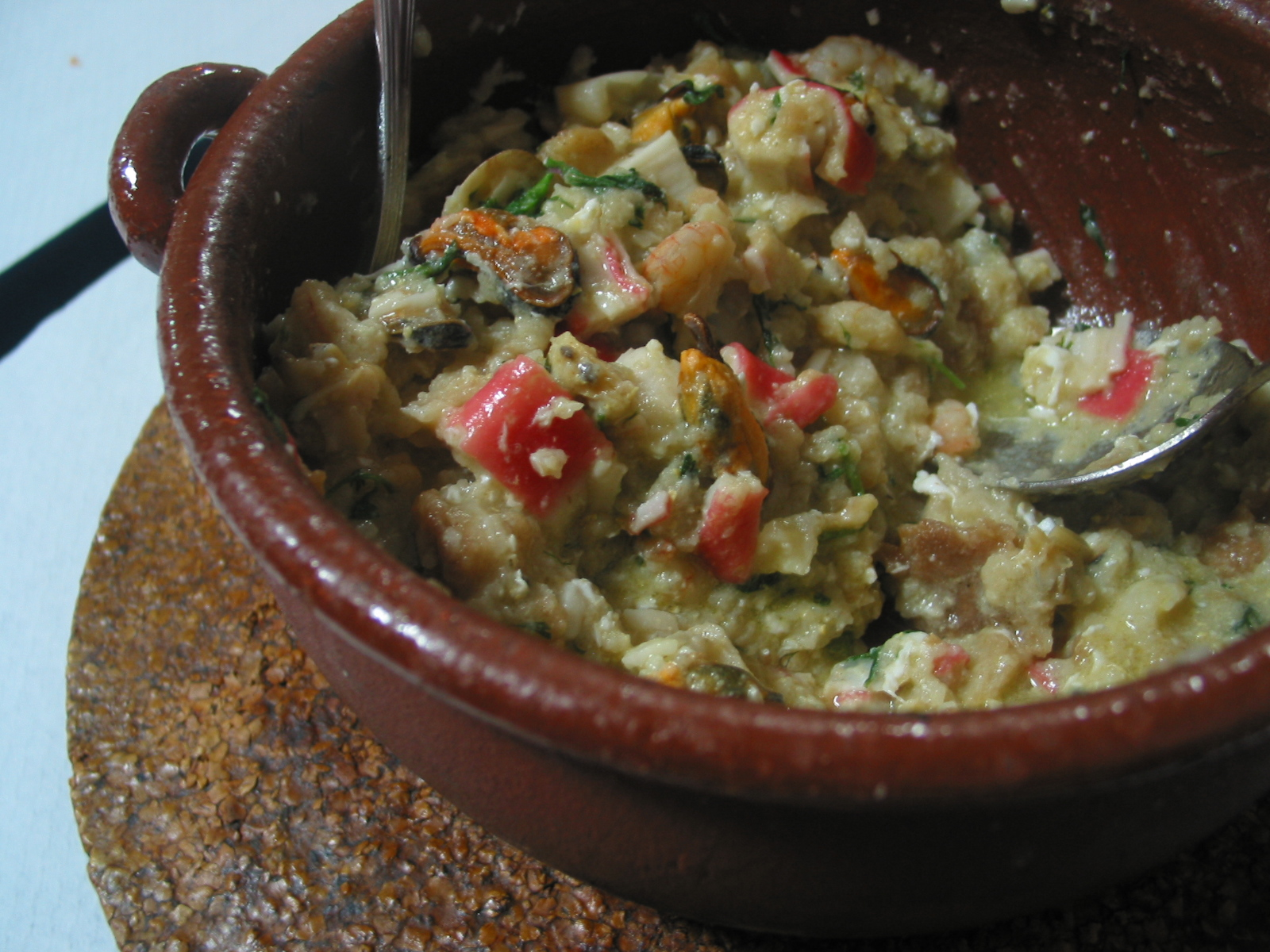
Açorda de marisco, un plato típico de la ciudad

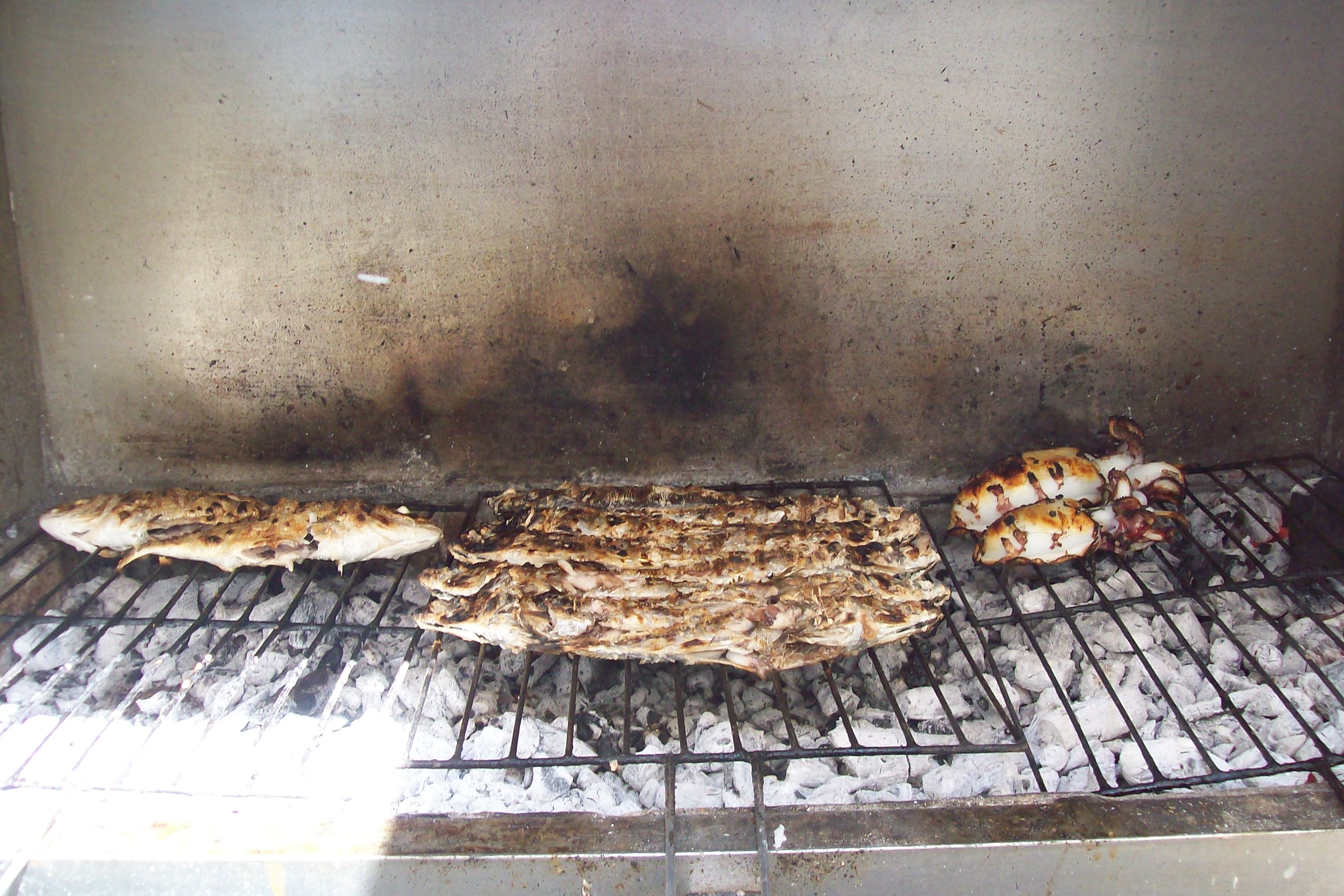
Preparación de besugos, jureles y chocos a la plancha en un restaurante típico de Setúbal, en el barrio de Troino

Es una de las partes más sorprendentes de la cocina lusa, es muy abundante el pescado y el marisco.
Aunque la mayor parte de la gastronomía local se basa en platos de pescado, la migración de las regiones de Alentejo y Algarve trajo cambios a la gastronomía local con la introducción de nuevos platos de carne y aves de corral, así como 'açordas' que se han adaptado a mariscos y pescados. También forman parte del repertorio gastronómico de la ciudad algunas bebidas alcohólicas (vino moscatel y licores), quesos, frutas y dulces típicos de la región.
Setúbal es conocida por su cocina basada en platos de pescado cocido, al horno o a la parrilla. Es muy común encontrar restaurantes locales que sirven a las sardinas a la parrilla, que por lo general se sirven con patatas cocidas y ensalada de lechuga aderezada con aceite y vinagre. También si pueden encontrar platos de pescado a la parrilla o al horno, como salmonete a la parrilla, sazonado con salsa hecha de hígado de pescado. Gran parte de los restaurantes de esta zona tienen como especialidad la popular sepia frita, que es la sepia envuelta en pan rallado y huevo, que luego se fríe y se sirve acompañada con patatas fritas y ensalada. Es uno de los platos más populares para los visitantes de la ciudad sadina.
Otros platos a base de productos del mar son: caracoles de mar y ensaladas a base de choco o pulpo; platos a base de mariscos de río Sado (centolla, cangrejo); platos a base de mariscos (almejas 'à Bulhão Pato', ostras, berberechos, caracoles de mar, etc.); guisos de pescado o mariscos, hechos con mucha más frecuencia en cataplanas (un legado de la cultura árabe); y también masas de mero u otros peces.
Una de las facetas más destacadas de la zona son los postres, los más famosos son las queijadas y los pasteles (tortas) de Azeitão, así como los bizcochos en forma de letra "S" hechos de harina, azúcar, margarina, huevos y canela. También son apreciados los "barquilhos de laranja" (barquillos de naranja), dulces elaborados con naranjas de Setúbal. En el terreno de los vinos se tienen tres denominaciones de origen local: DOC Setúbal, VQPRD Palmela y Regional Terras do Sado. Tiene fama internacional el vino moscatel de Setúbal, producido en la región. La cercana Serra da Arrábida es famosa también en la producción de miel y queso típicos.

### Deportes
La ciudad tiene abundante conexión con la costa y cuenta con uno de los mayores clubes de fútbol del país, el Vitória de Setúbal establecido el 20 de noviembre de 1910. En las cercanías de su estadio, en el barrio de Bonfim, se encuentran las piscinas municipales de la ciudad, mientras que en el barrio de Manteigadas se encuentran las piscinas de verano. A las afueras de la ciudad, cerca del área de Brejo de Canes, se encuentra el Complejo Municipal de Atletismo.
Si por algo destaca una ciudad marítima como Setúbal es por la práctica de los deportes acuáticos, gracias a su cercanía al estuario del Sado y a la península de Troia, de los sitios de playa más populares de Portugal.

### Patrimonio

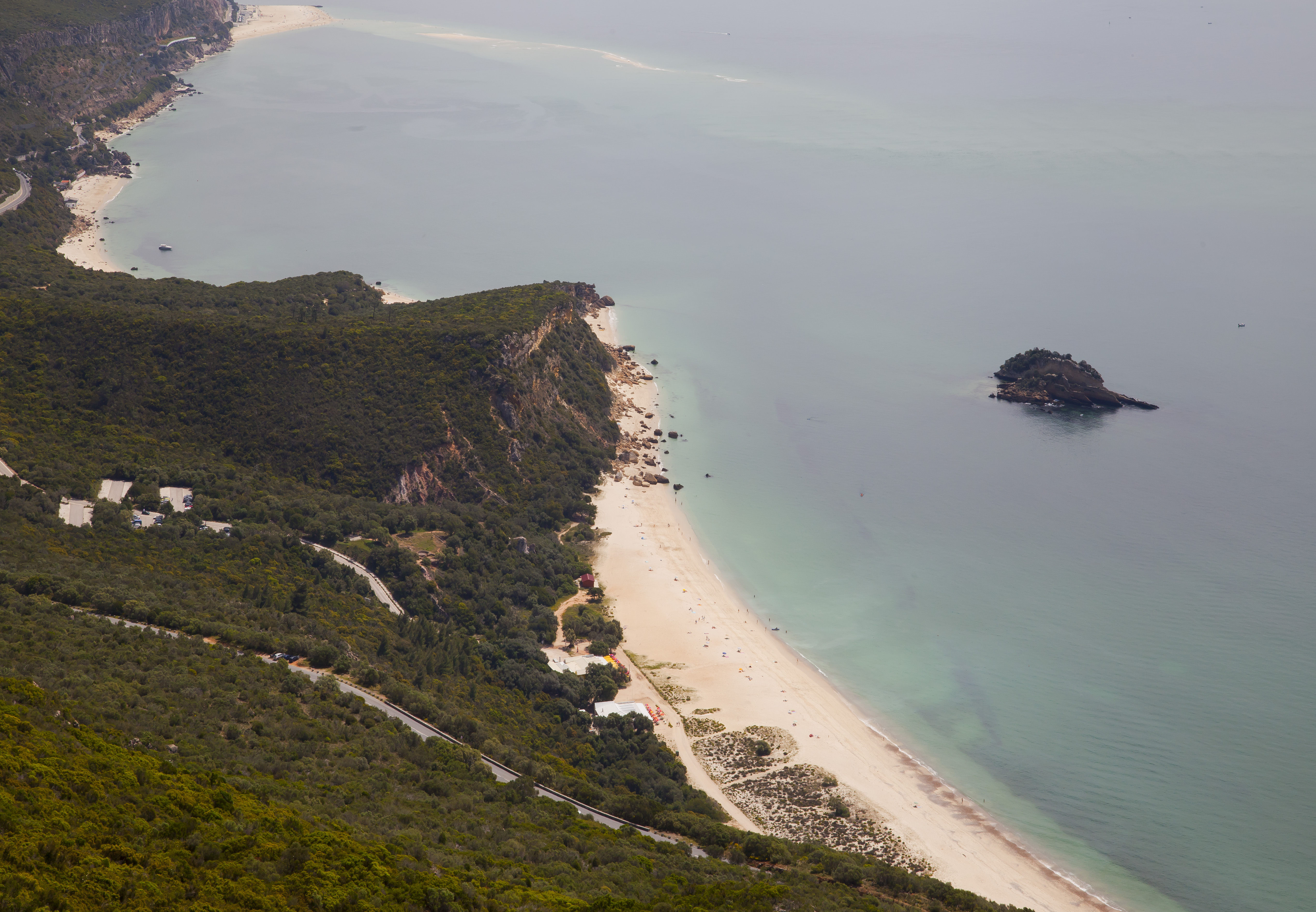
Playa en el Parque natural de la Arrábida

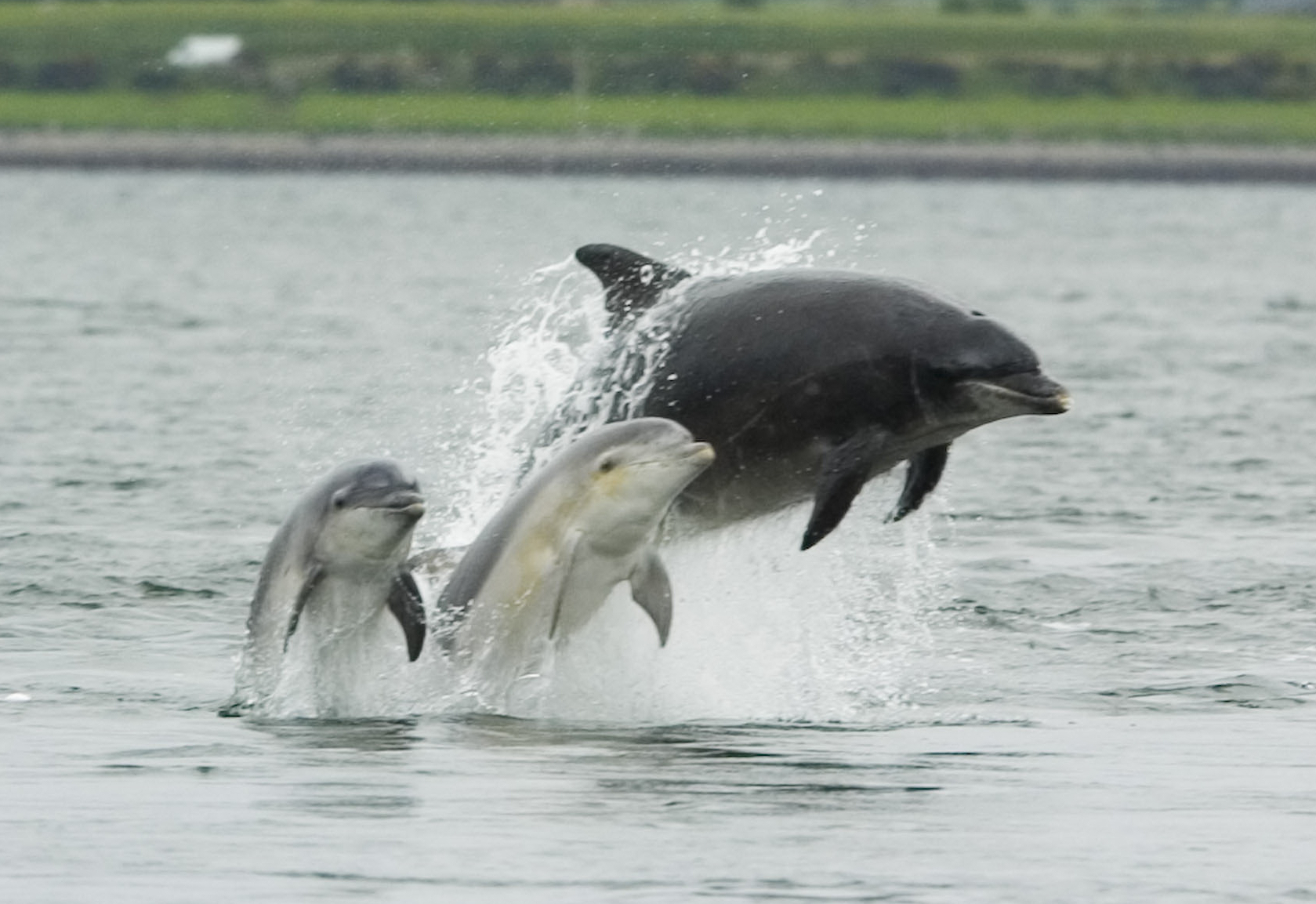
Delfines en el estuario del Sado

La ciudad de Setúbal está ubicada entre la Reserva Natural del Estuario del Sado y el Parque natural de la Arrábida, donde se ubica el Convento de Nossa Senhora da Arrábida (Convento de Nuestra Señora de Arrábida), la mayor parte del territorio de la Sierra de la Arrábida, así como las playas más atractivas del distrito de Setúbal. El parque natural de la Arrábida es notable por su naturaleza mediterránica. La Sierra de Arrábida tiene una altitud máxima de 501 metros. En relación con la fauna fluvial es notable la comunidad de delfines que habita el Estuario del Sado.
Uno de los fuertes atractivos que Setúbal tiene para ofrecer a los visitantes son sus playas. La mayoría de las playas más afamadas se encuentra ubicadas en el Parque natural de la Arrábida. Las playas de la península de Troia son también muy populares, sin embargo están ubicadas en la orilla sur del río Sado, en Grândola, a poca distancia de la ciudad de Setúbal. Igualmente poseen conexiones próximas a través de los barcos fluviales desde Setúbal.
Las playas que se destacan son las siguientes:
- Praia de Albarquel
- Praia da Figueirinha
- Galapos
- Galapinhos
- Coelhos
- Monte Branco
- Creiro
- Portinho da Arrábida
- Alpertuche

Los municipios de Azeitão y Sesimbra son muy populares entre los turistas.

## Ciudades hermanadas
- Beauvais (Francia)
- Leiría (Portugal)
- Pau (Francia)
- Tordesillas (Castilla y León, España)
- Porto Seguro (Bahía, Brasil)
- Quelimane (Mozambique)
- Debrecen (Hungría)
- Safí (Marruecos)
- Údine (Friul-Venecia Julia, Italia)
- Anterior ciudad hermanada: Magdeburgo (República Democrática de Alemania)

## Galería de imágenes

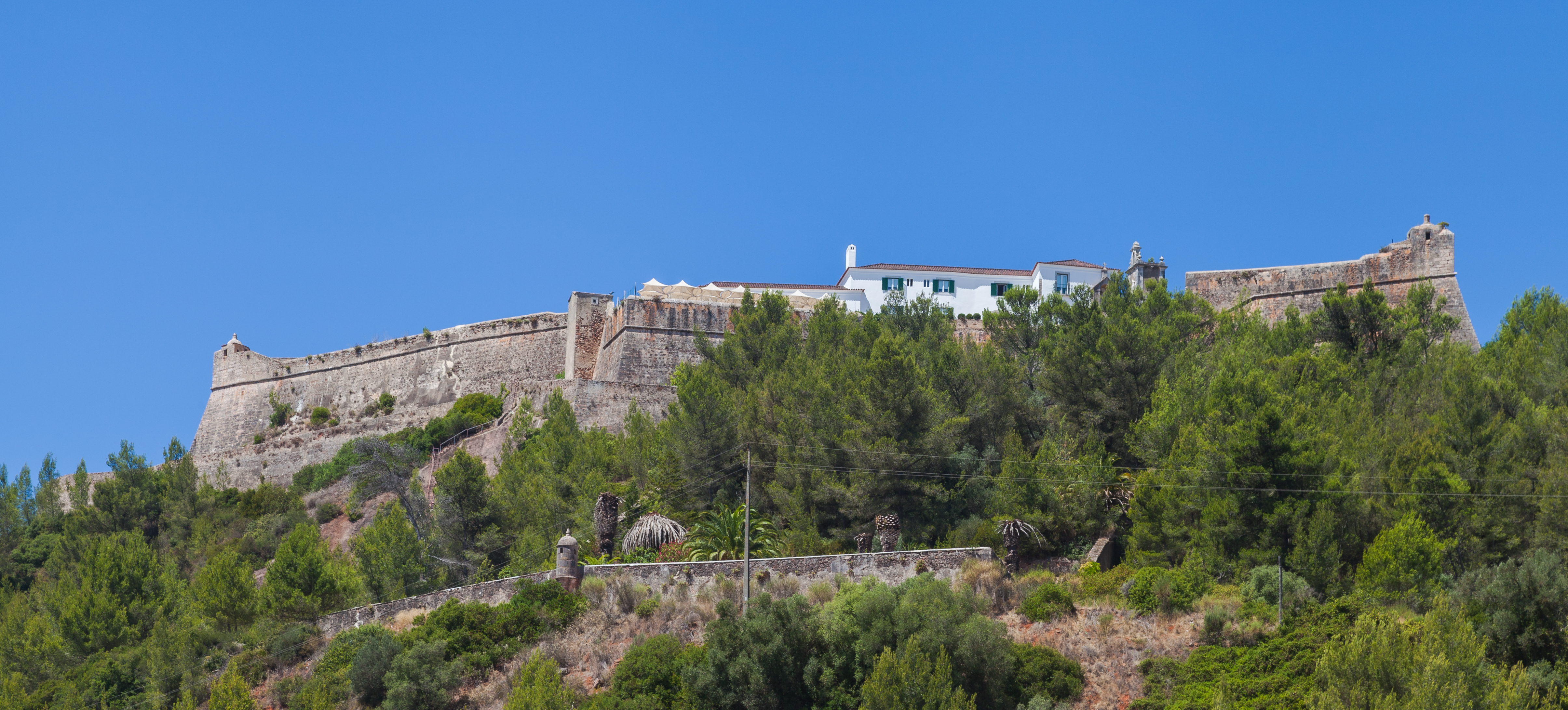
Fortaleza de San Felipe del siglo XVI.
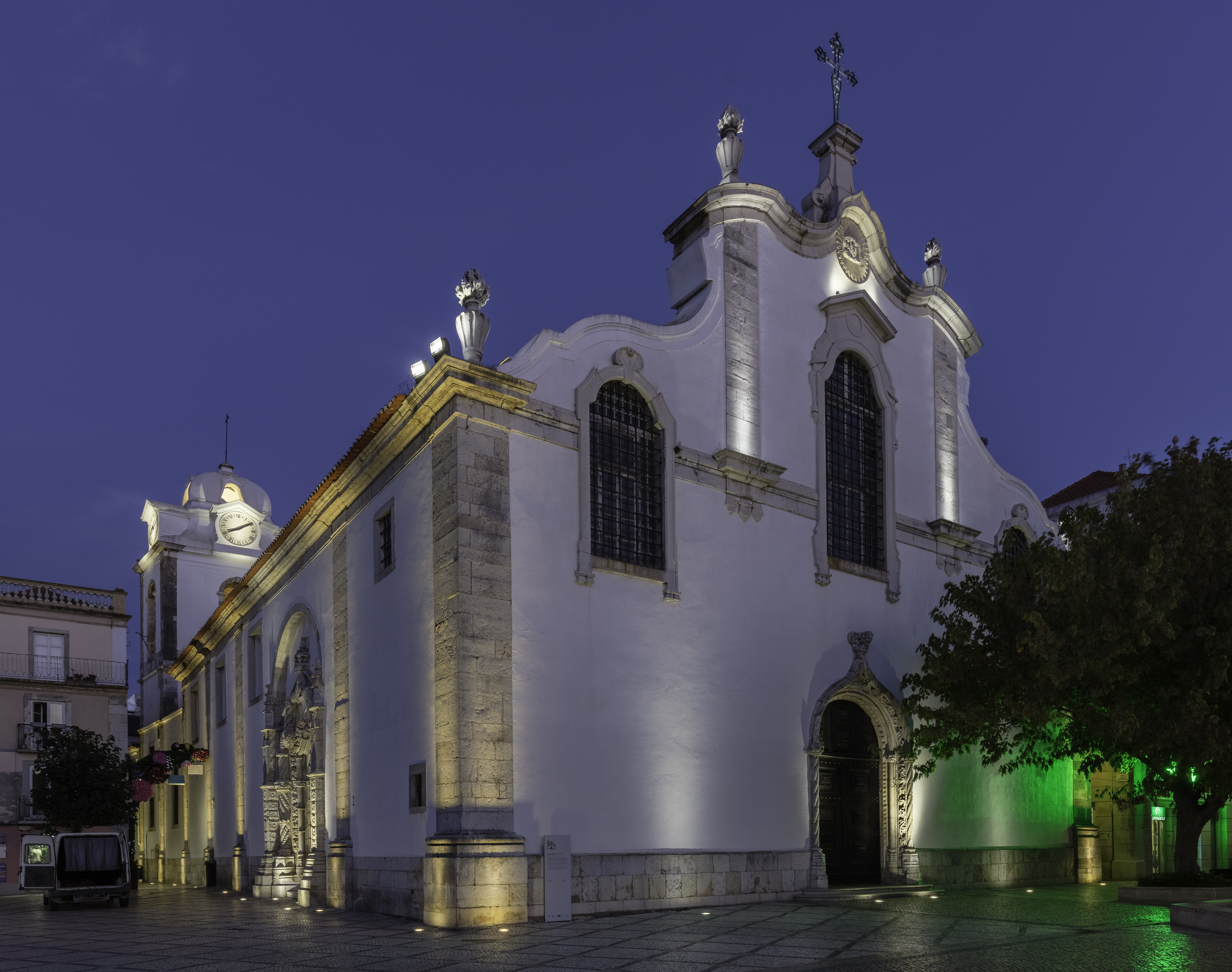
Iglesia de San Julián, en el centro de Setúbal.
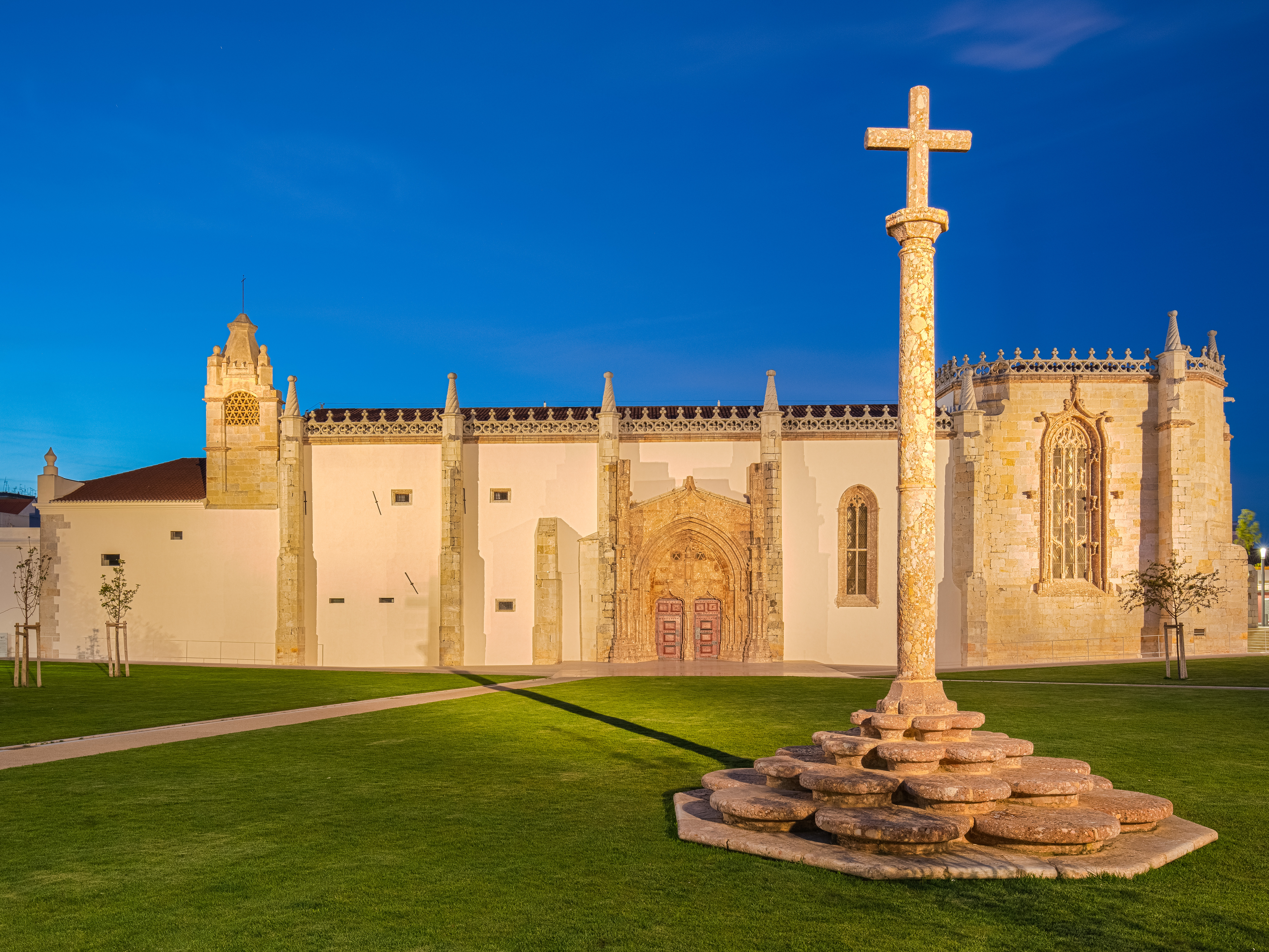
Monasterio de Jesús, Setúbal (siglos XV y XVI).
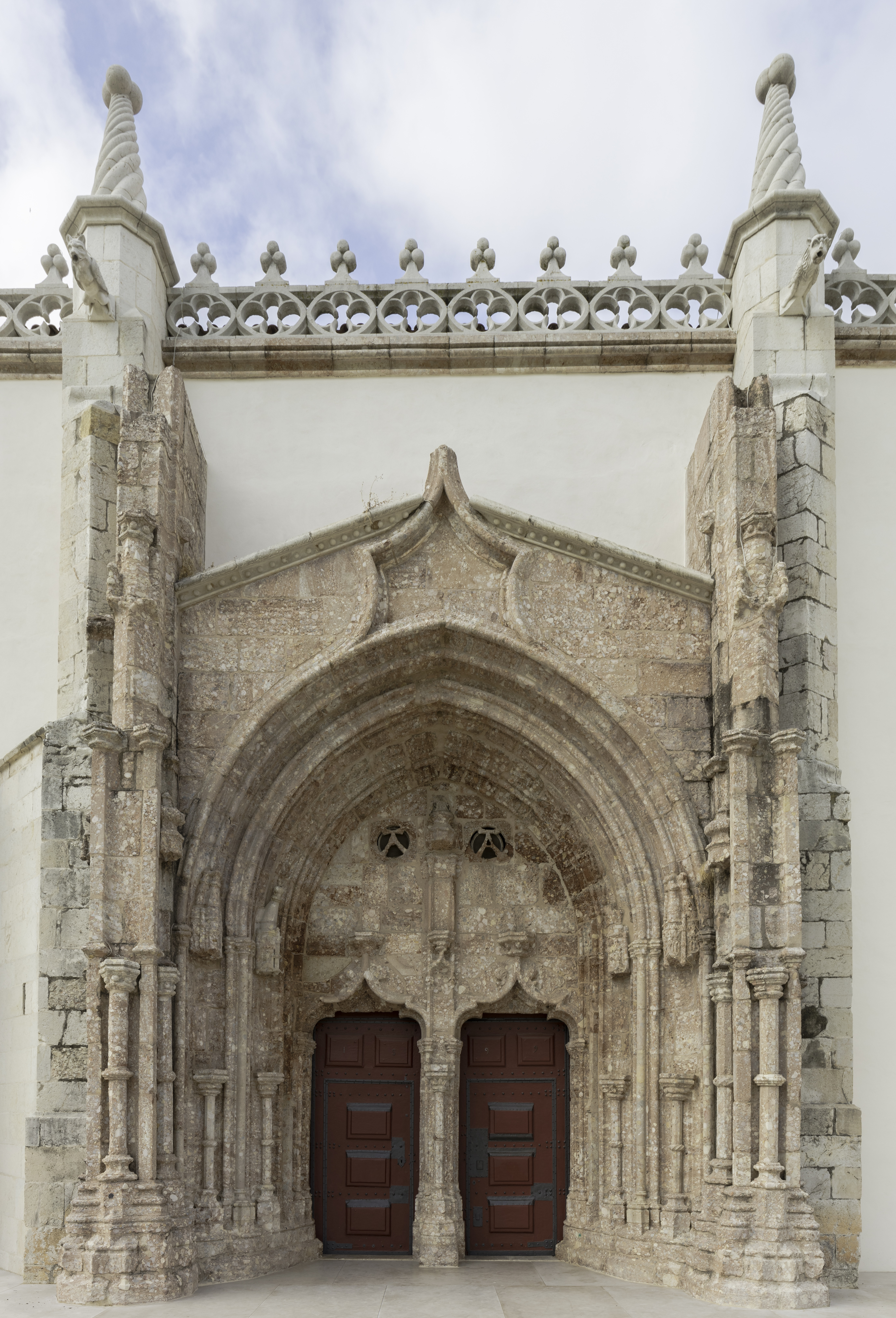
Entrada principal al Monasterio de Jesús, en estilo gótico-manuelino.
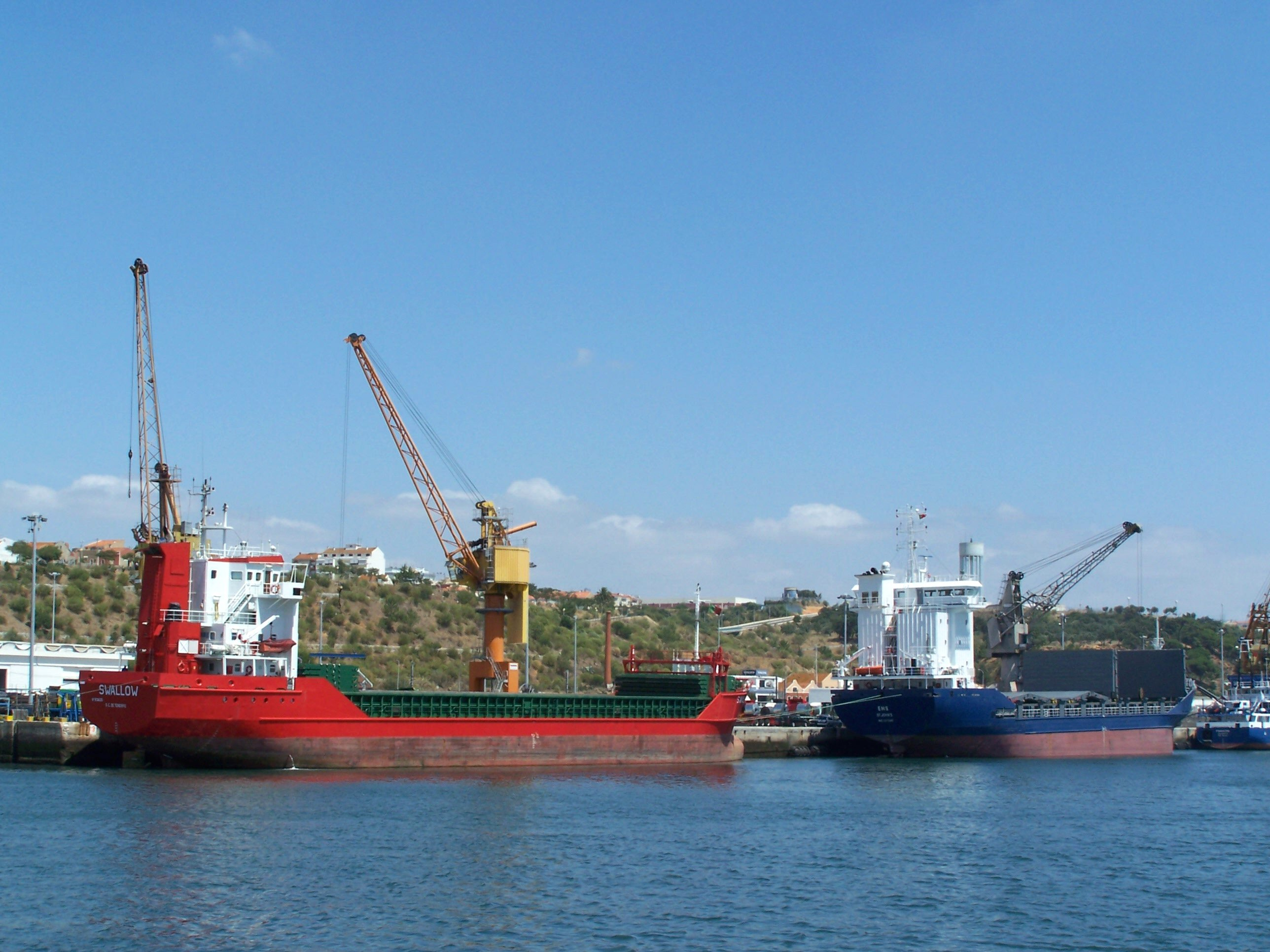
Una vista del puerto de Setúbal.
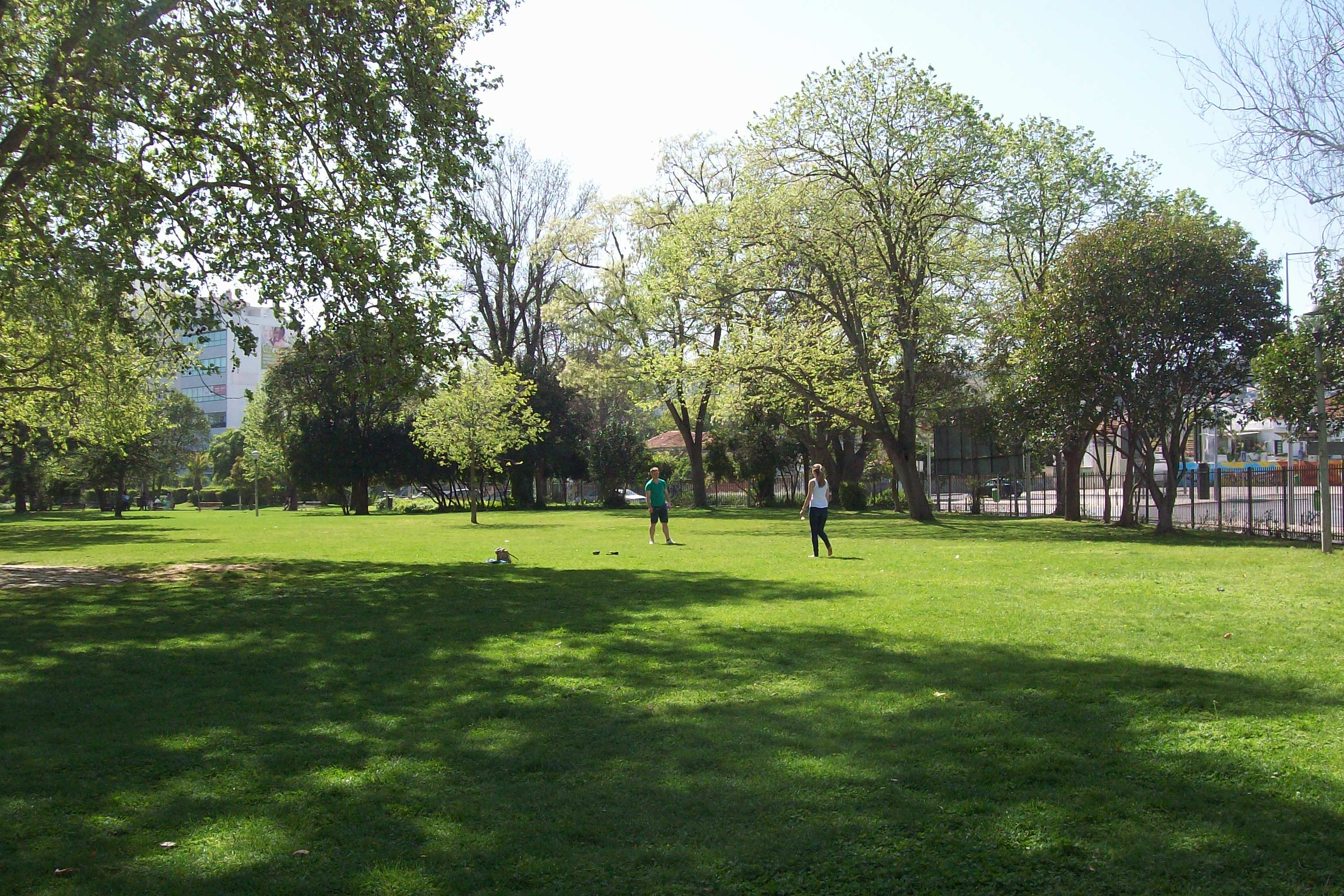
Parque de Bonfim, Setúbal.
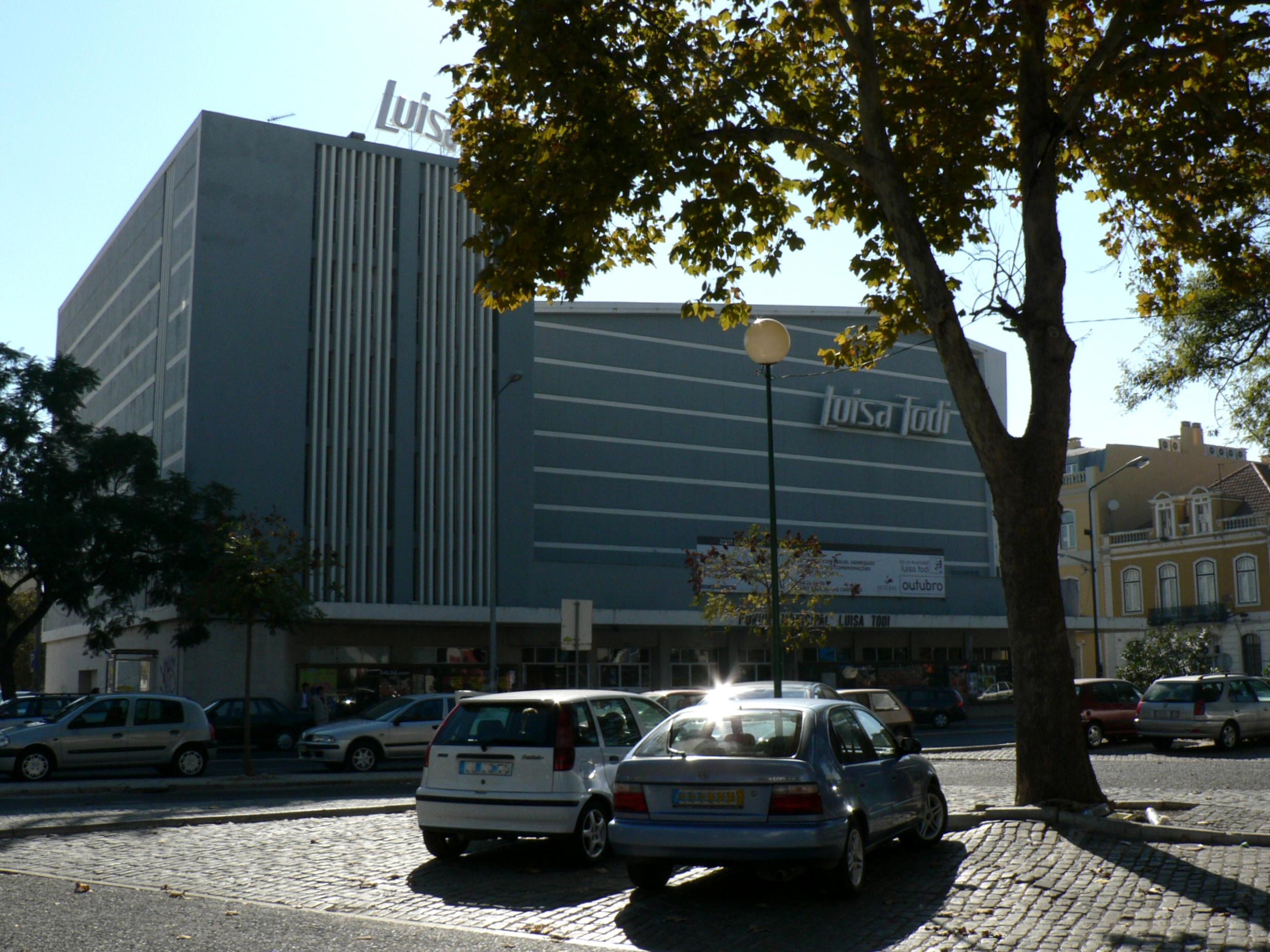
Fórum Luísa Todi, el más conocido espacio cultural de la ciudad.
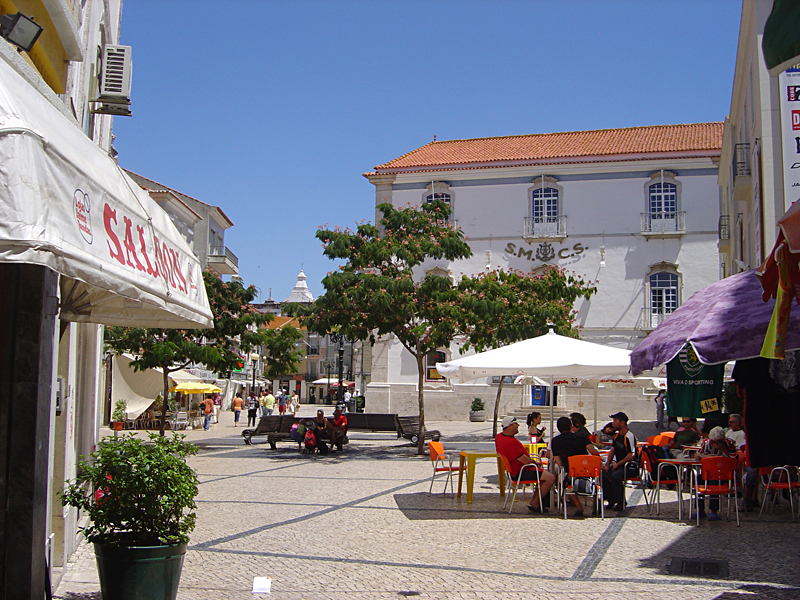
Largo da Misericórdia (Plaza de la Misericordia).
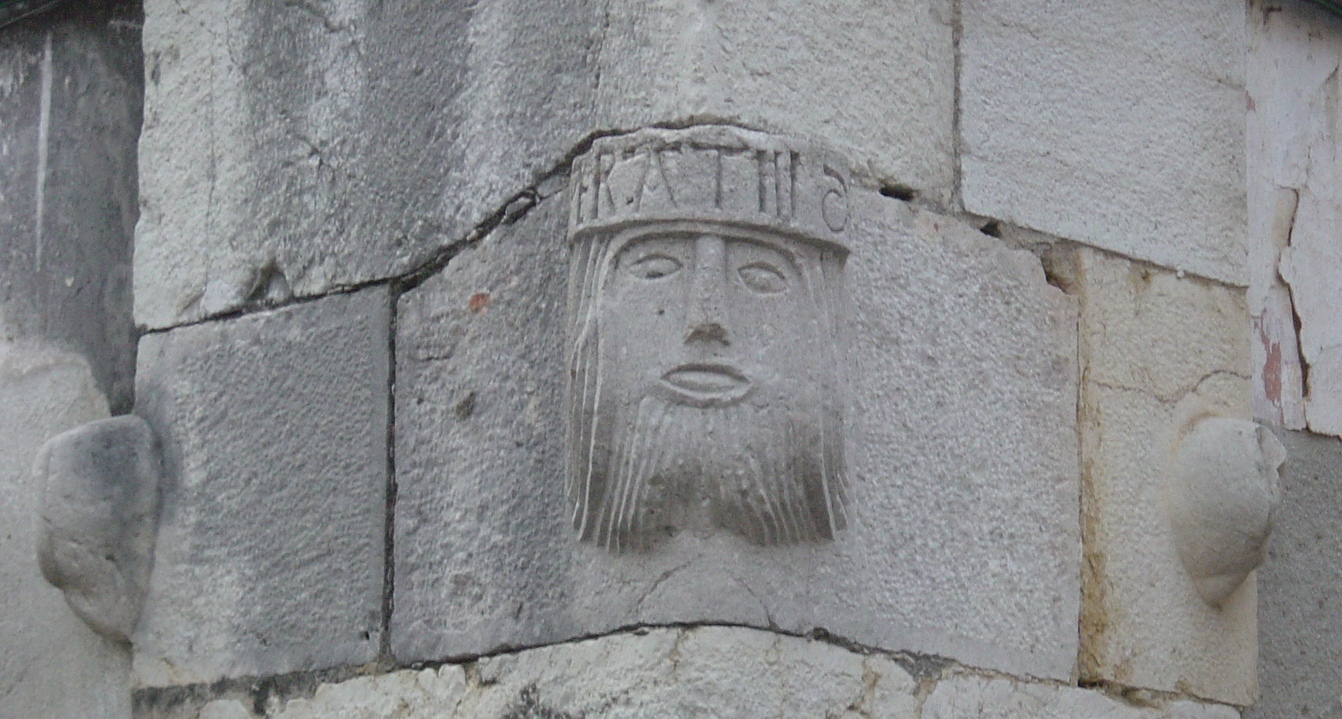
Detalle de la casa de las cuatro cabezas, representando el rey Juan II y (no representadas en la imagen) las cabezas de los conspiradores que intentaron asesinarlo en esta ciudad.
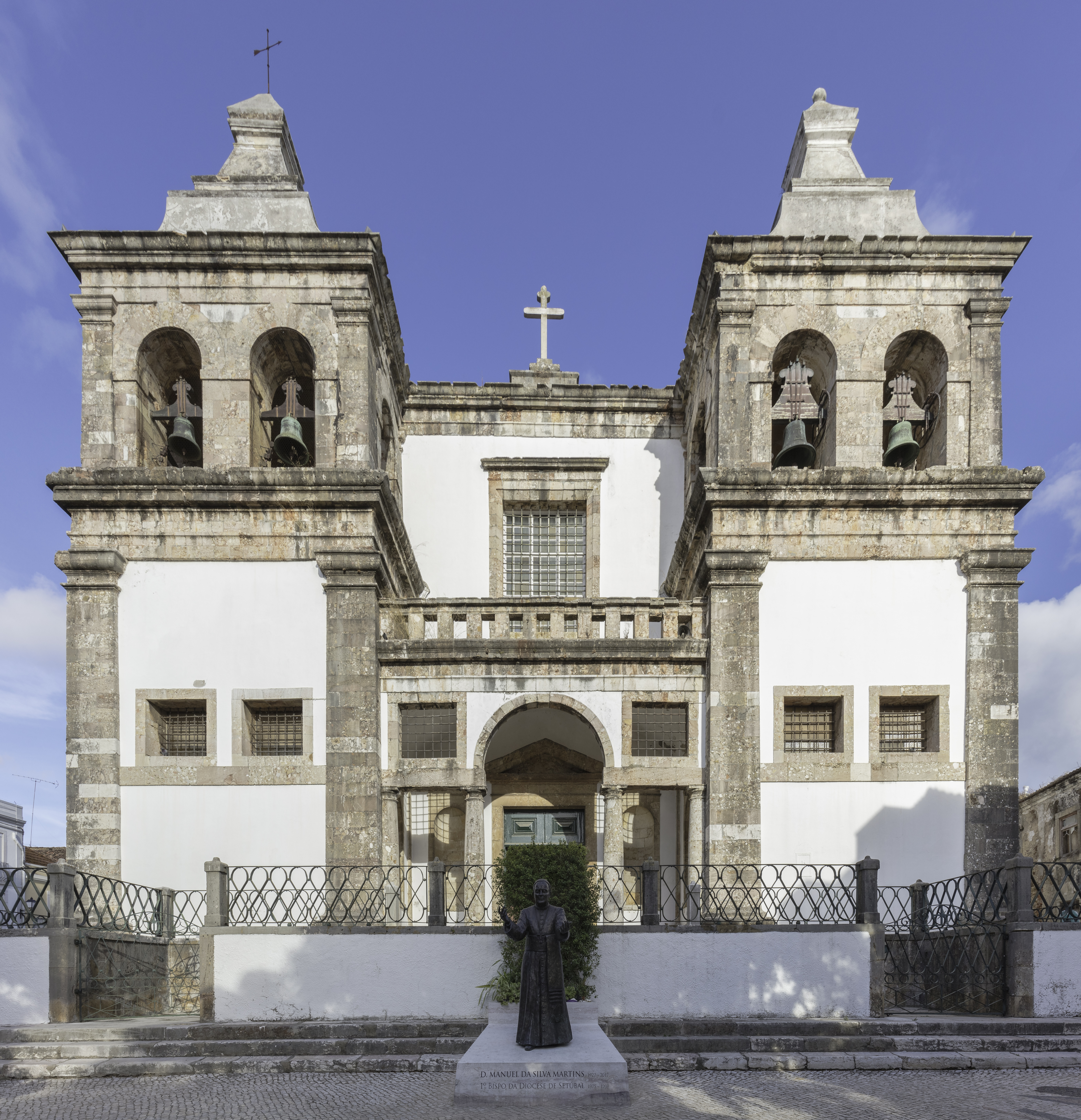
Iglesia de Santa Maria da Graça, la Catedral de Setúbal.
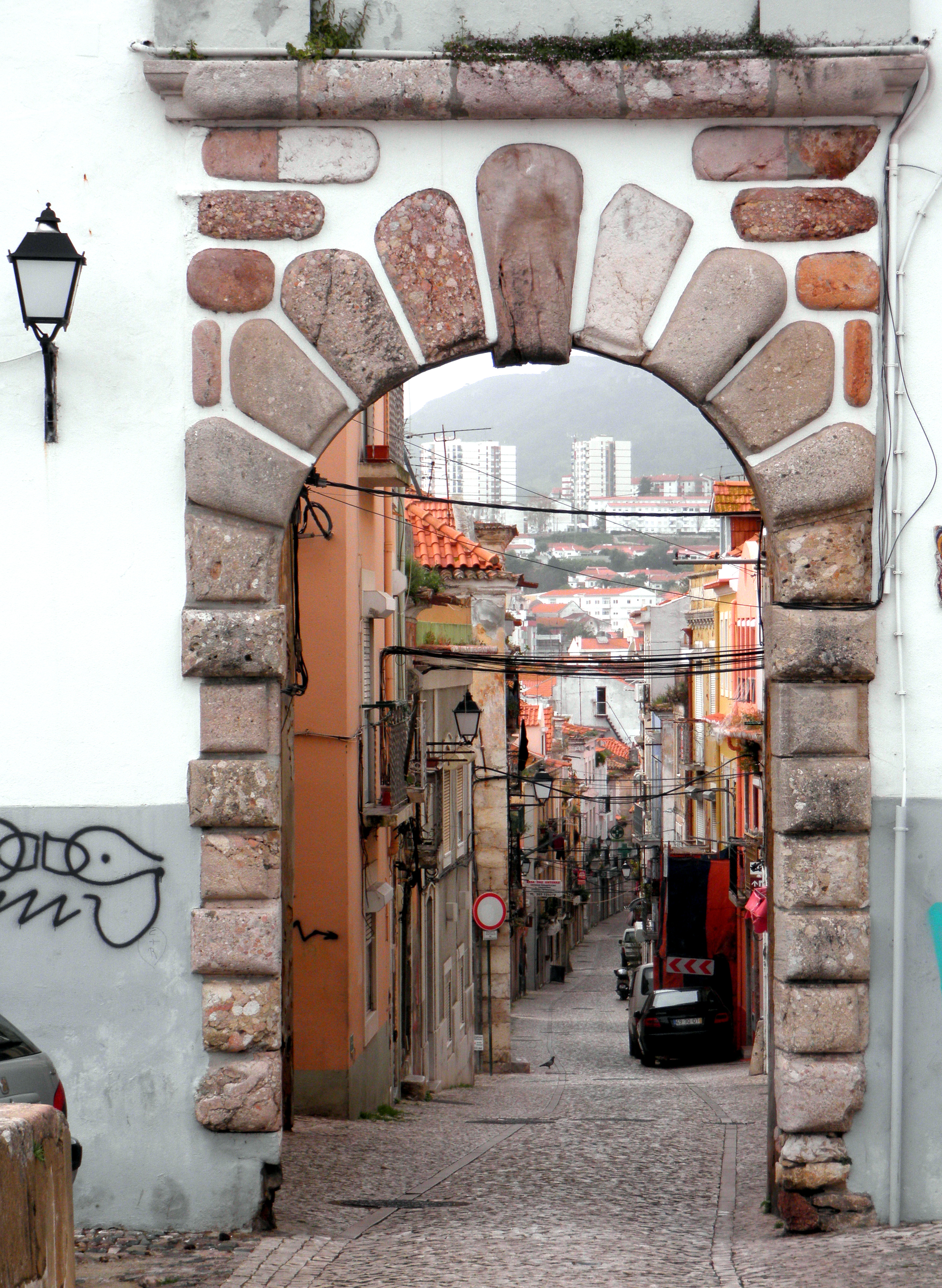
Vista de la ciudad vieja desde el Arco de San Sebastián.
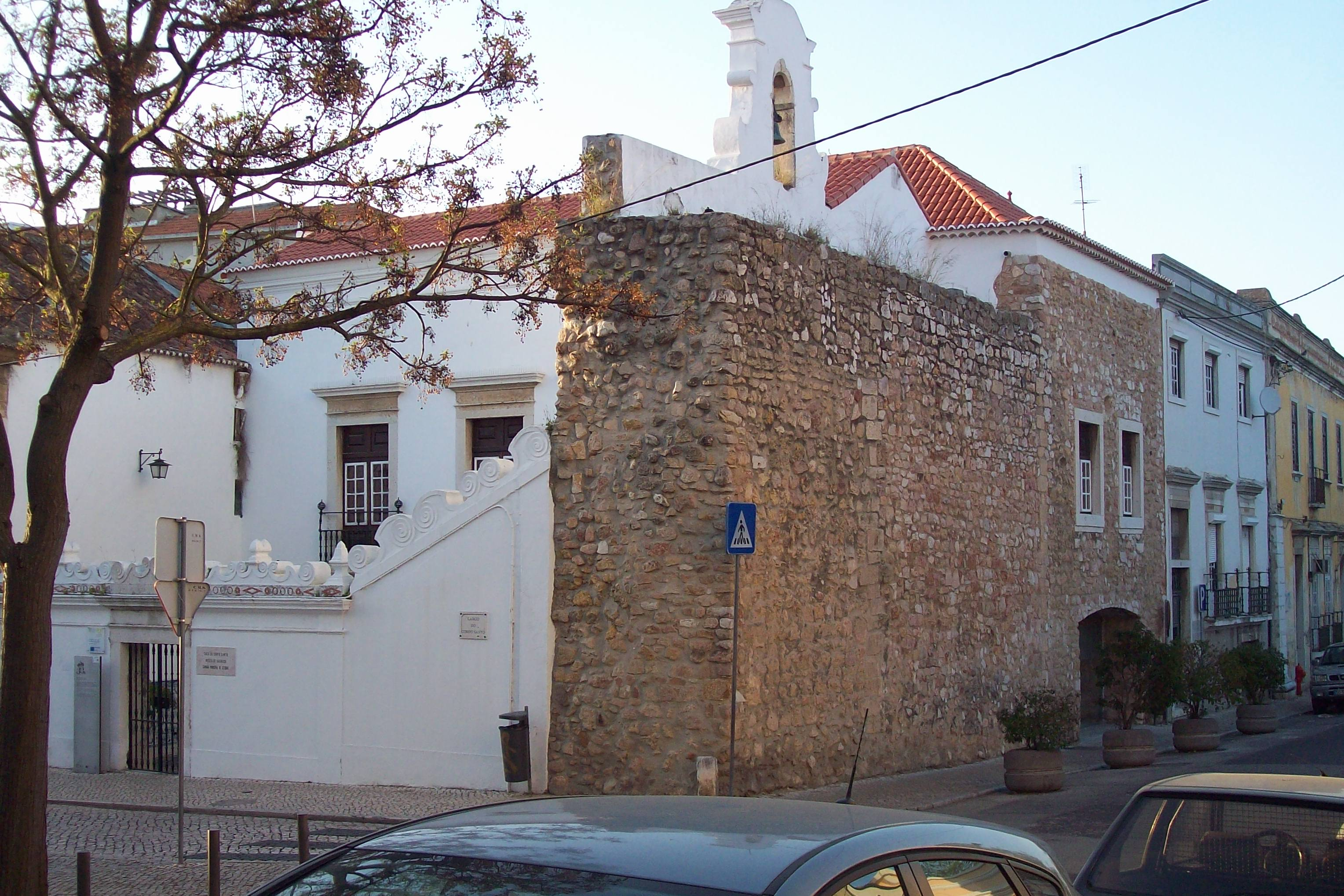
Casa do Corpo Santo - Museo del Barroco.
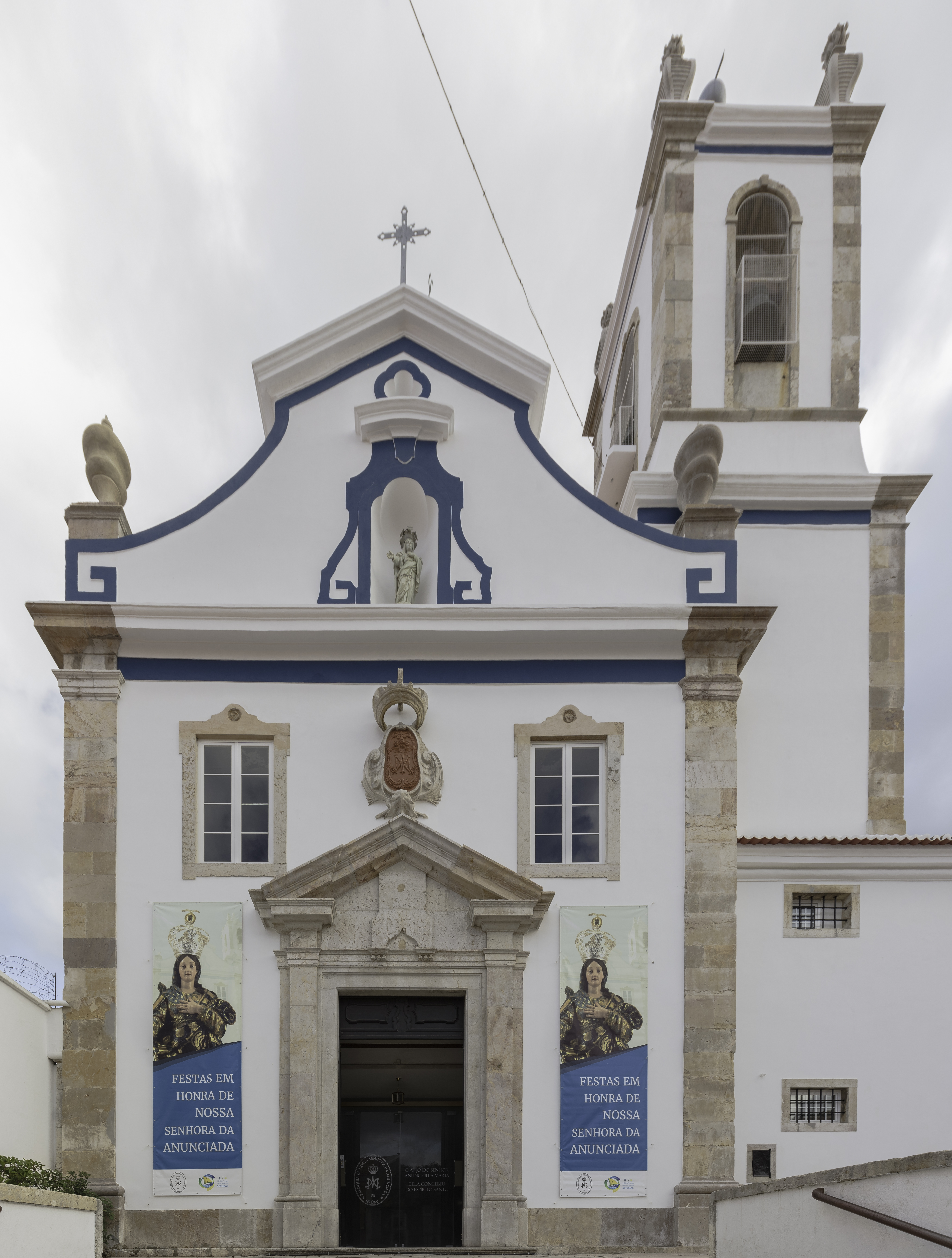
Iglesia de Nuestra Señora de Anunciada, en el barrio de Troino.
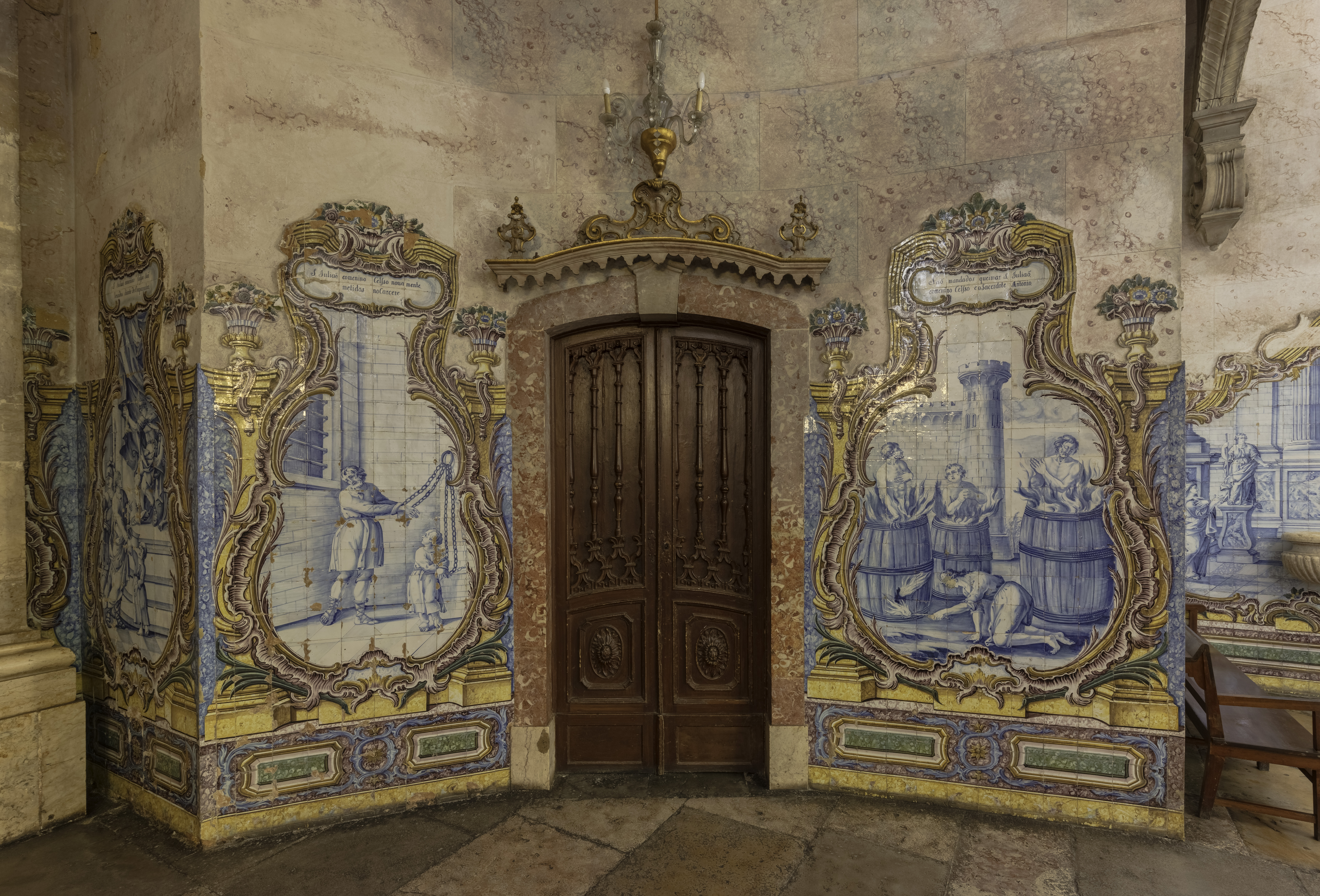
Pared de azulejos en la iglesia de San Julián.
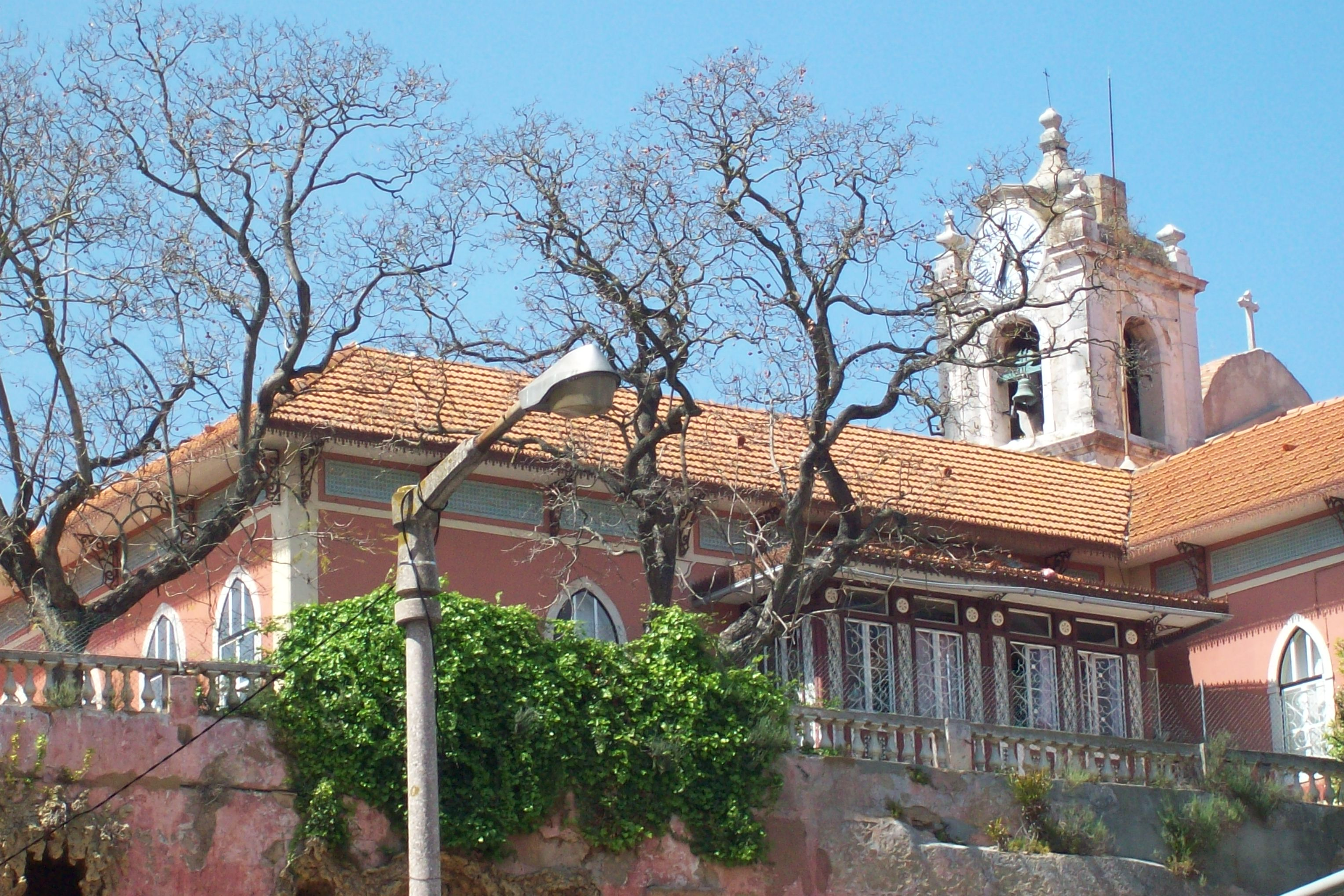
Refugio de las misionarias de la caridad (Monjas de Calcuta).
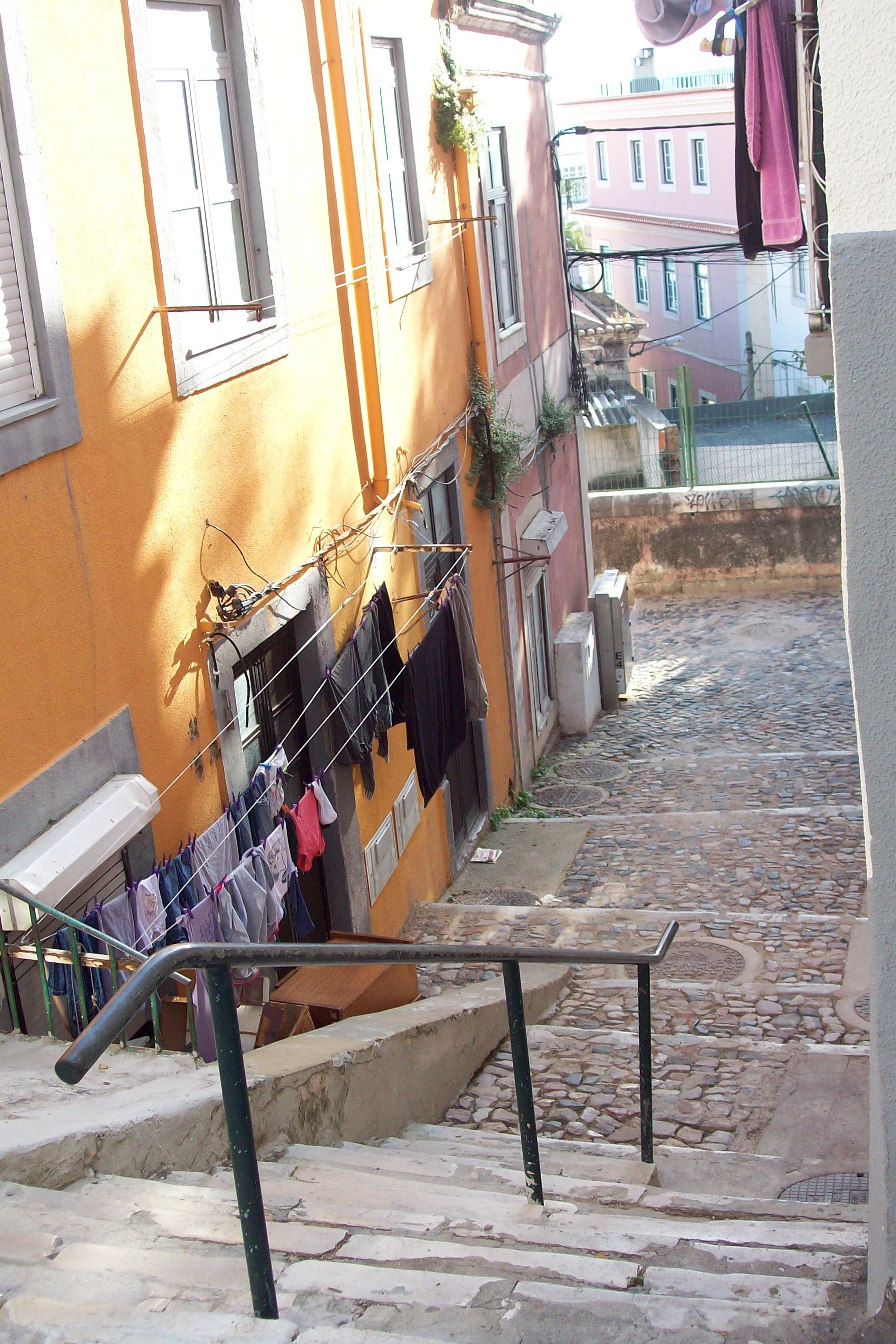
Calle de escaleras en el barrio de Fontaínhas.
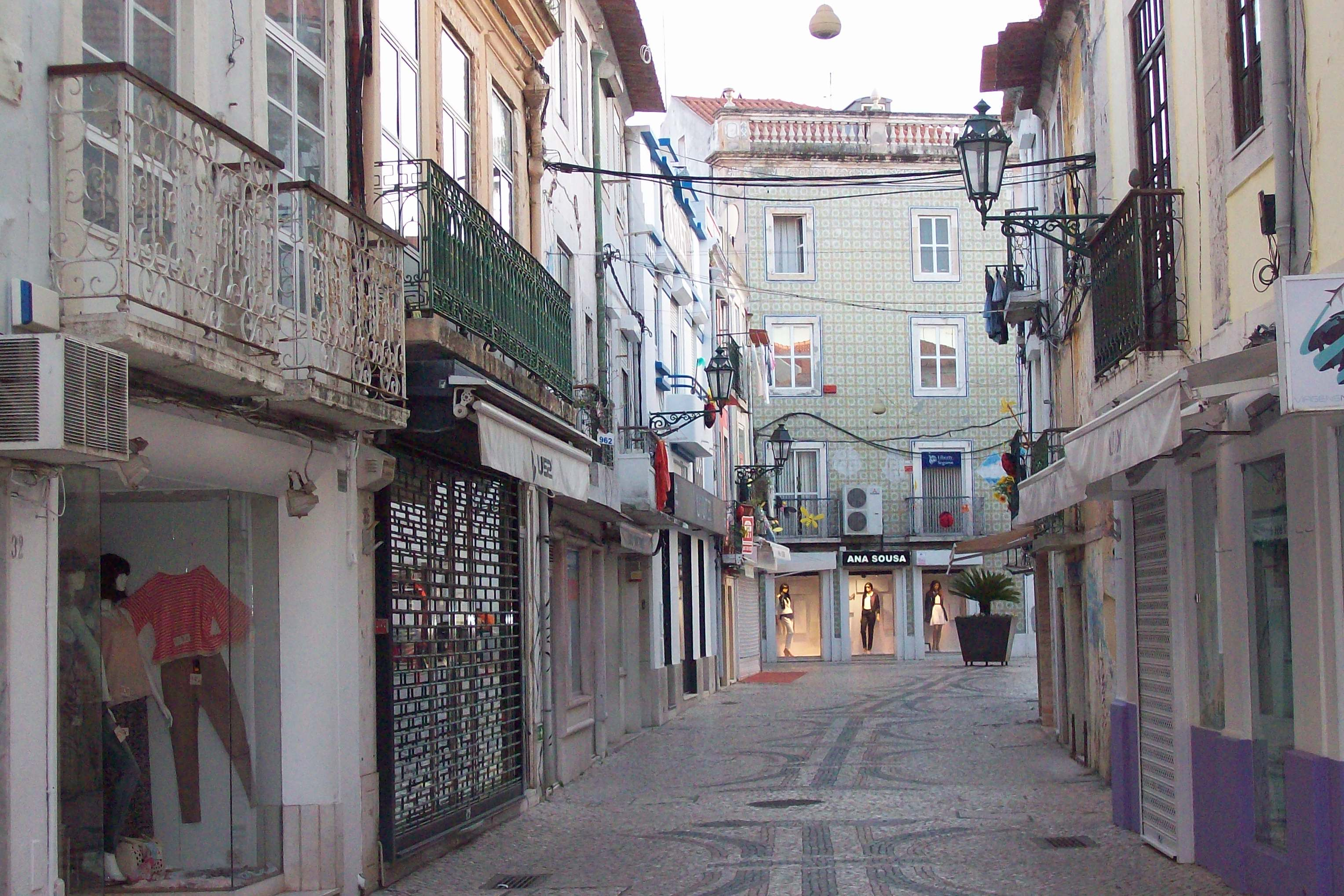
Calle comercial en el centro de Setúbal.
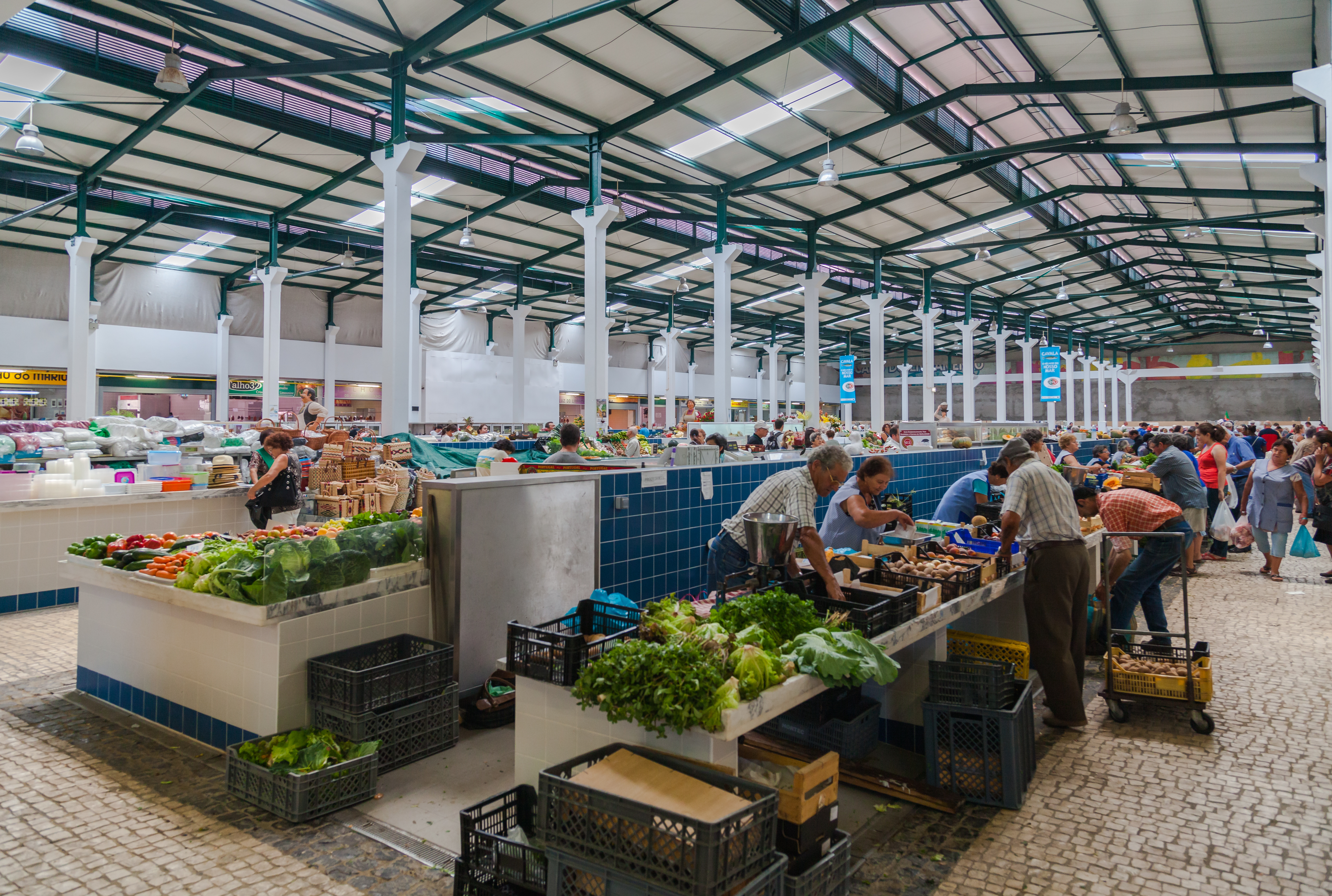
Mercado municipal.
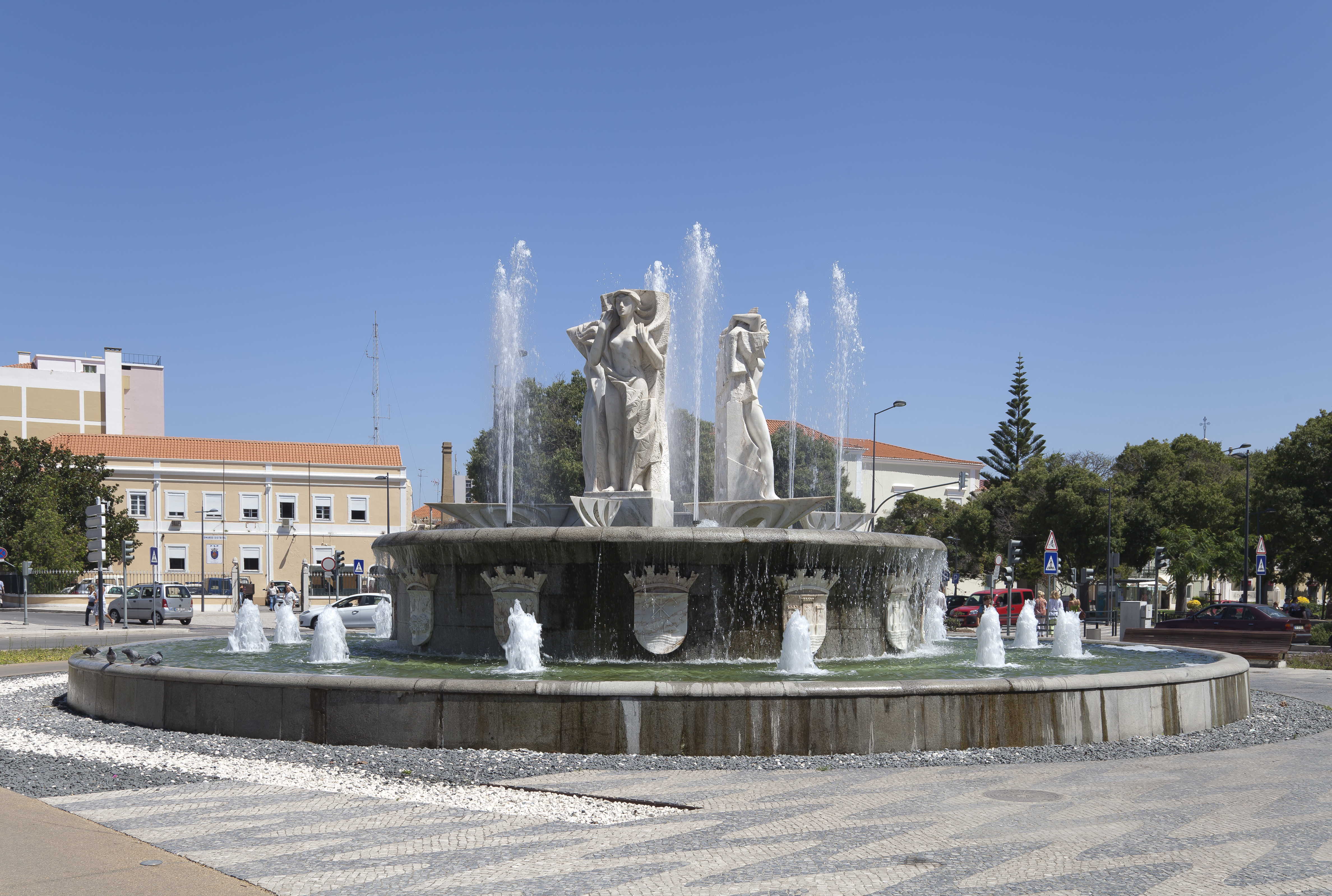
Fuente de las Ninfas, Avenida Luisa Todi